# Dubrovnik
Dubrovnik (em italiano: Ragusa; em português também existe a grafia Dubrovnique, raramente usada) é uma cidade costeira da Croácia localizada no extremo sul da Dalmácia, na ponta do istmo homônimo. É um dos destinos turísticos mais concorridos do Mar Adriático, um porto marítimo e a cidade mais importante do condado de Dubrovnik-Neretva. Em 2001 a população do município era de 43 770 habitantes, dos quais 30 436 na cidade, a maior parte deles de origem croata (88,39%), havendo ainda 3,26% de origem sérvia e 3,17% de bósnios.
Pela sua beleza natural e urbanística, e pelo que representa para a história, Dubrovnik é conhecida como "a pérola do Adriático" e "Atenas eslava", devido aos seus antigos habitantes a distinguirem como única numa região onde imperava a barbárie e por nela terem proliferado grandes figuras das humanidades e das artes. Capital do condado de Dubrovnik-Neretva, Dubrovnik é uma cidade rodeada de muralhas e fortificações, no sopé do monte de São Sérgio, que cai a pique sobre as águas do Mediterrâneo. Desde 1979 que o recinto muralhado está classificado como Património Mundial pela UNESCO. As imponentes e bem conservadas muralhas, a arquitetura medieval, renascentista e barroca, a paisagem do Adriático, os cafés e restaurantes fazem de Dubrovnik um destino turístico único. A parte antiga é dividida ao meio pela Stradun ou Placa, o passeio público, com cafés e restaurantes, além de diversos monumentos e edifícios históricos.
A prosperidade da cidade sempre foi baseada no comércio marítimo. Na Idade Média foi a capital da República de Ragusa, a única cidade-estado no Adriático oriental a rivalizar com Veneza, atingindo o seu apogeu nos séculos XV e XVI. Em 1991 foi cercada e bombardeada por forças militares da Sérvia e Montenegro na sequência da fragmentação da Jugoslávia, o que provocou grandes estragos.

## Nome
Em croata e outras línguas eslavas, a cidade é conhecida como Dubrovnik, em italiano como Ragusa, que é também o seu nome histórico, em grego como Ravgia (Ραυγια) ou Ragusa (Ραγουσα). O atual nome croata foi dotado oficialmente em 1918, após a queda do Império Austro-húngaro.
O termo Dubrovnik provém do termo ilírio dubrava, que significa bosque de carvalhos.

## História

### Primórdios
Segundo a tradição histórica, Ragusa foi fundada no século VII d.C. numa ilha rochosa de nome Laus (ou Lausa), a qual servia de abrigo a refugiados latino-dálmatas da cidade próxima de Epidauro, ou Ragusa Velha, a moderna Cavtat, que fugiram da cidade por causa das invasões eslavas (ávaros). Segundo alguns a fundação ocorreu em 614 e resultou da fusão de duas pequenas localidades: Laus, um povoado de uma pequena ilha na costa meridional da Dalmácia, para onde se dirigiram os já referidos refugiados, e Dubrava, um povoado de pescadores imigrantes eslavos no pé do monte Srd.
Uma outra teoria recentemente proposta, baseada em escavações arqueológicas, contradizem a história tradicional. Nessas escavações foram descobertos vários vestígios, nomeadamente uma basílica bizantina do século VIII e troços de muralhas, que indicam que nesse tempo a dimensão da cidade era já considerável. Entre a comunidade científica é cada vez mais aceite que a cidade já existiria antes de Cristo. Esta teoria grega ganhou força com a descoberta em escavações recentes de numerosos artefatos de origem grega. Além disso, a descoberta de areia natural debaixo da estrada principal da cidade parece contradizer a teoria da ilha de Laus.
No seu livro "Povijest dubrovačke luke" (História do porto de Dubrovnik), Antun Nicetic defende a teoria que a cidade foi fundada por marinheiros gregos. Um elemento chave desta teoria é o facto de que os navios da Antiguidade viajavam entre 40 e 50 milhas náuticas (entre 75 e 90 km) e precisavam de costas arenosas para onde pudessem ser puxados para passar a noite. O sítio de descanso ideal deveria ter uma fonte de água doce próxima. Dubrovnik tem essas condições e está situada quase exatamente a meio caminho entre duas colónias gregas conhecidas — Budva and Korčula — distantes entre si 95 milhas.
Os árabes atacaram a cidade, entretanto já próspera, no século VIII. Conta-se que Rolando, o cavaleiro lendário sobrinho de Carlos Magno acudiu em ajuda da cidade assediada e libertou-a dos invasores.

### República de Ragusa

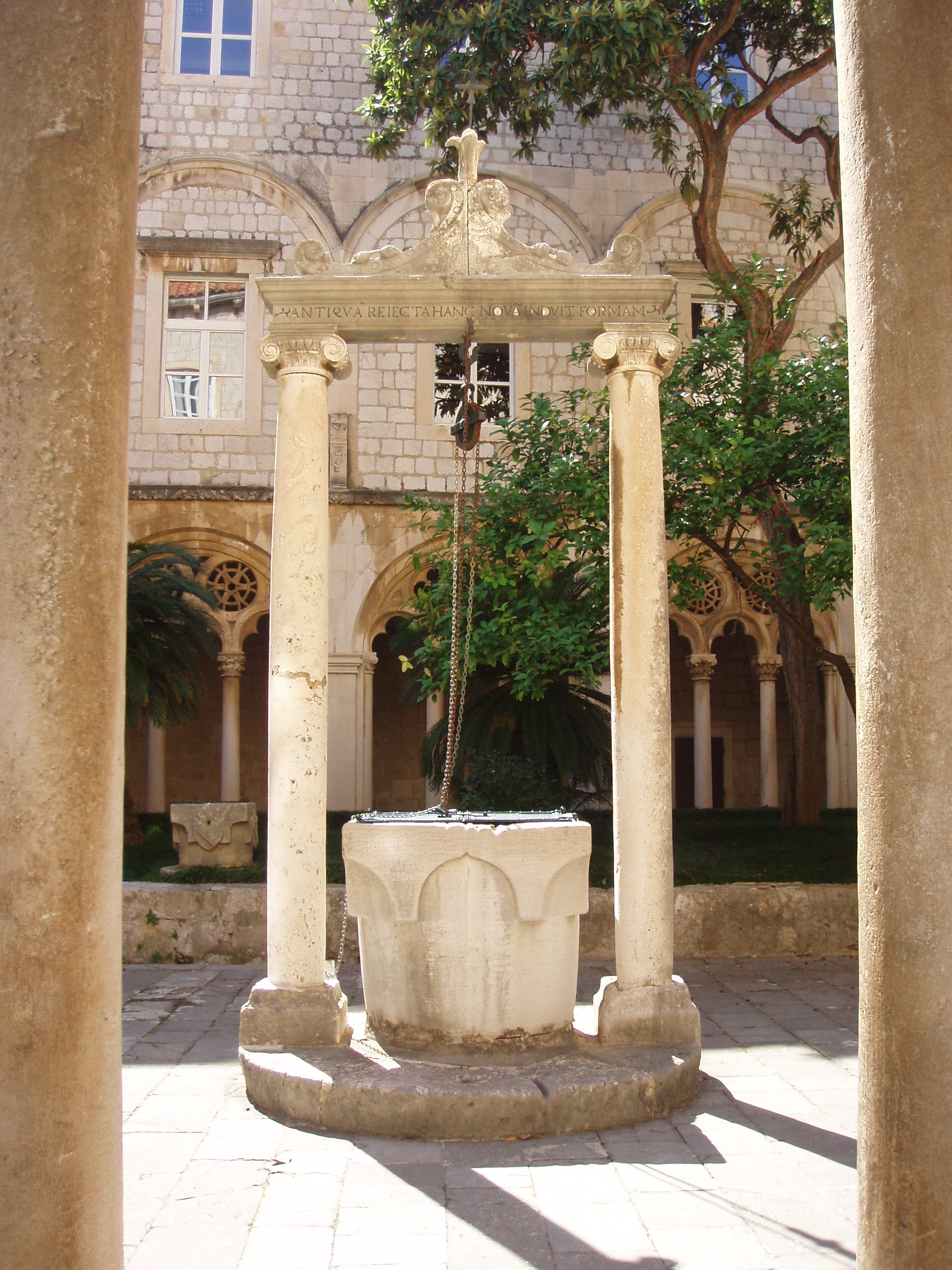
Claustro do

Depois da queda do Reino Ostrogodo, a cidade ficou sob o domínio do Império Bizantino, embora na prática fosse quase uma cidade-estado, que interagia ativamente com o o litoral montenegrino que lhe estava próximo.
Em 980 a cidade torna-se sede de diocese. O governo era chefiado por um reitor que era eleito mensalmente, que ficava alojado no palácio do reitor, onde não podia receber amigos nem família, consagrando todo o seu tempo ao governo.
Apesar de em 1081 já ter uma frota considerável, isso não impediu que nesse ano fosse saqueada pelos normandos. No século XII a cidade foi muralhada para se defender das ameaças de invasões, tanto de oriente como de ocidente. A República de Ragusa compreendia então apenas os portos de Ragusa (Dubrovnik) e de Ragusavecchia (Cavtat) até 1120, data em que alargou os seus territórios. Já nessa altura os seus governantes eram eleitos.
Entre 1180 e 1190 o grão-príncipe da Sérvia Estêvão Nemânia tenta por duas vezes conquistar a república sem sucesso. Em 1233 e 1242 as fronteiras são novamente alargadas.
Após a Quarta Cruzada, entre 1205 e 1358, Ragusa ficou sob o domínio de Veneza. Com o Tratado de Zadar, de 1358, Ragusa ganhou uma independência relativa como estado vassalo do Reino da Hungria, a quem pagaria tributo até à batalha de Mohács, em 1526. A autoridade da Hungria não ia além dos impostos e da frota, pelo que é comum apontar-se 1358 como o ano da independência da República de Ragusa, embora alguns considerem que teve o seu estatuto reconhecido em 1272, senão mais cedo.

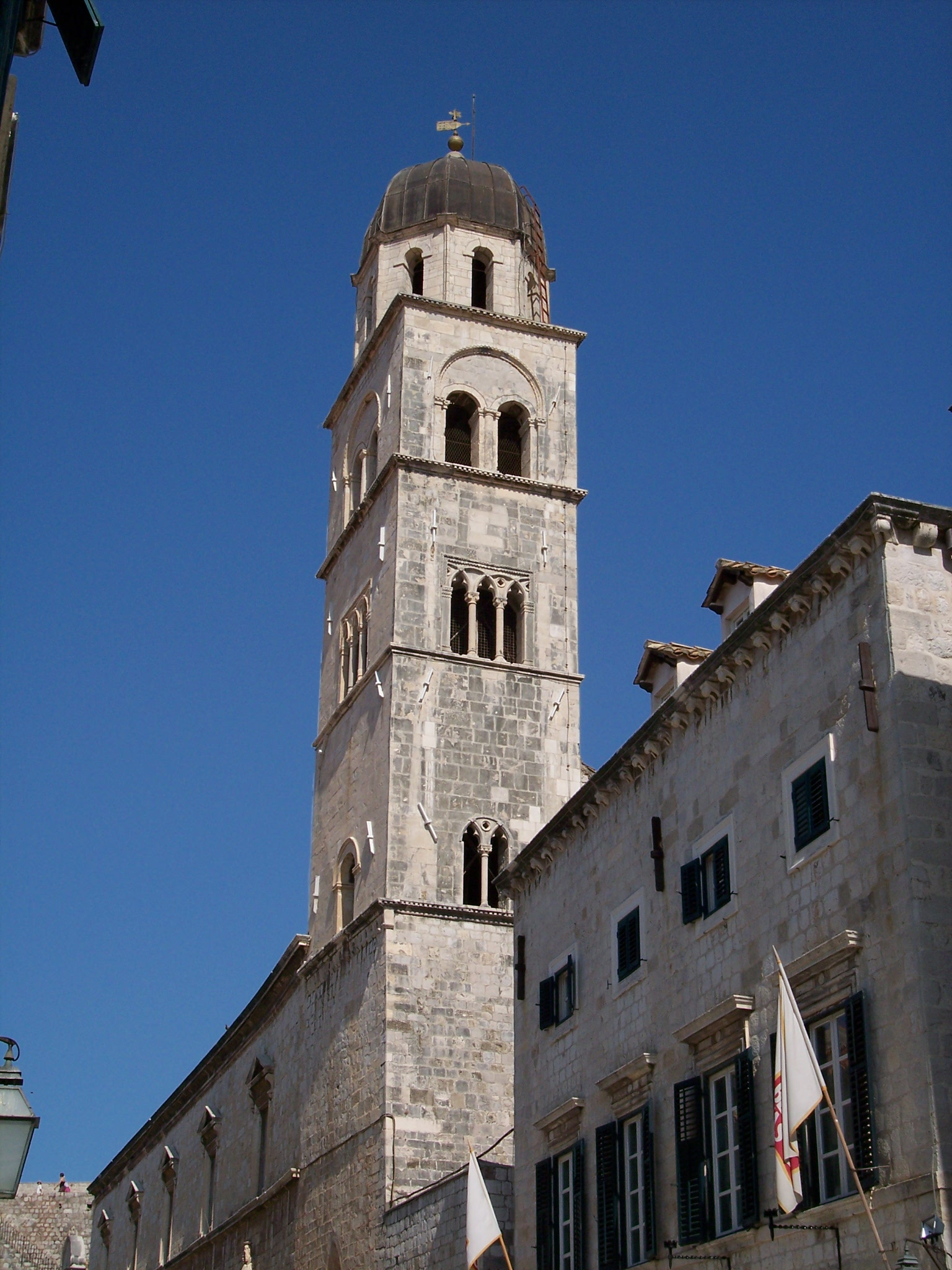
Convento franciscano

A bandeira ragusana Libertas

Entre o século XIV e 1808, Ragusa governou-se a si própria como um estado livre. As leis da república eram bastante inovadoras para a época, contemplando, por exemplo a regulamentação do planeamento urbanísticos e das quarentenas por razões sanitárias. As instituições públicas da cidade foram igualmente pioneiras:
- O primeiro serviço médico data de 1301
- A primeira farmácia, ainda em funcionamento, abriu em 1317[9]
- Um asilo para idosos foi fundado em 1347
- O primeiro hospital de quarentena (lazareto) foi aberto em 1377
- A escravatura foi abolida em 1418
- Foi aberto um orfanato em 1432
- O sistema de abastecimento de água, com 20 km de comprimento, foi construído em 1436

A república incorporou a ilha de Meleda (Mljet) e as vizinhanças de Siano em 1399. Entre 1427 e 1451 comprou a região de Konavle ao Reino da Bósnia. Em 1409 e 1417, Veneza disputa sem sucesso o monopólio do comércio na cidade de Drijeva, possessão do Reino da Bósnia. No final desse século, conflitos entre húngaros e venezianos, e posteriormente entre estes e os otomanos, pelo controlo do mercado da mesma cidade afeta gravemente os mercadores ragusianos. Os problemas só terminariam em 1503, quando foi assinado um tratado de paz.
O avanço turco nos Balcãs, nomeadamente a conquista da Sérvia, tem um impacto muito negativo no comércio da cidade. Em 1142 tinha sido assinado um tratado com os otomanos que autorizava a atividade comercial dos mercadores de Ragusa nos Balcãs mediante o pagamento de taxas. Dois séculos depois, em 1364, ou seja 20 anos antes da célebre Batalha do Kosovo, que determinou o domínio turco sobre os Balcãs, a república assinava com o sultão otomano um tratado de aliança e proteção, o primeiro do seu género assinado entre um estado muçulmano e cristão. A atual fronteira entre a Croácia e a Bósnia e Herzegovina corresponde exatamente ao limite histórico da expansão turca — os turcos detiveram-se no cimo das montanhas que dominam a cidade como uma muralha mas não desceram, concedendo uma espécie de privilégio à pequena cidade cristã.

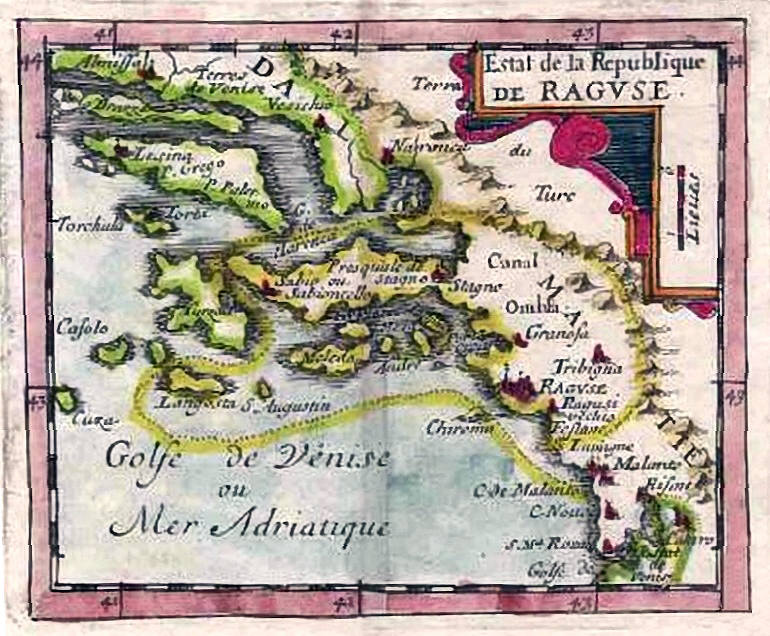
Mapa da República de Ragusa em 1678

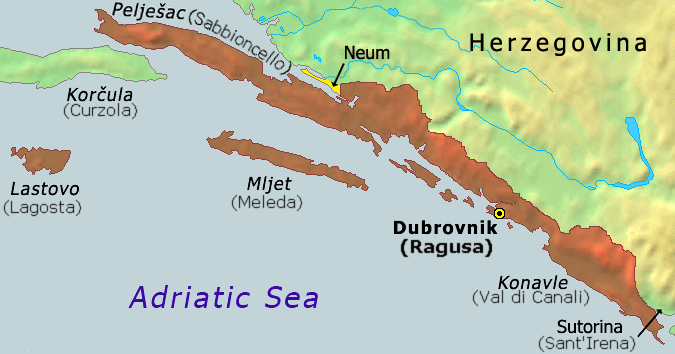
Mapa da República de Ragusa em 1808

A faixa de pântanos entre as duas partes da cidade foi preenchida com um aterro no século XII e transformou-se num passeio público, hoje chamado Placa ou Stradun. A Placa foi pavimentada em 1468 e reconstruída após o  sismo de 1667. A cidade foi fortificada e dotada de portos.
A república teve o seu apogeu durante os séculos XV e XVI, quando a sua talassocracia rivalizou em influência e em termos comerciais com Veneza e as restantes repúblicas marítimas italianas, nomeadamente desenvolvendo o comércio entre a Europa otomana e os portos do Mediterrâneo. No século XVI a frota de Ragusa contava com 200 navios. A atividade marítima era tão importante que supostamente cada habitante devia plantar pelo menos 100 ciprestes ao longo da sua vida. Esse costume explica a abundância dessas árvores nas imediações da cidade. Os navios eram construídos com essas árvores, que eram cortadas com pelo menos 50 anos. A madeira era depois imersa em água do mar e posteriormente seca.
A cidade era governada pela aristocracia local através de duas câmaras ou conselhos. Como era usual na época, havia uma rígido sistema de classes sociais. A escravatura foi abolida em 1418 e tinham a noção de liberdade em alta conta. A cidade logrou equilibrar com sucesso os interesses de soberania rivais de Veneza e do Império Otomano durante séculos.
A convivência pacífica entre a população eslava e a cultura de matriz italiana potenciou que Ragusa se tornasse o berço da literatura croata durante a Renascença.
Fortemente católica, a cidade reservava o cargos de magistratura aos membros dessa religião, e por vezes obrigou os ortodoxos a converterem-se. Apesar disso, a cidade atraiu muitos marranos (judeus ibéricos) de Portugal e Espanha a partir do final do século XV. Em 1492, data da expulsão dos judeus de Espanha pelos Reis Católicos, chega um primeiro grupo. Segundo relatório de Baltasar de Faria ao rei D. João III de Portugal, em 1544 chegou à cidade um navio cheio de refugiados judeus portugueses. Nessa época trabalhou na cidade um dos fabricantes de canhões mais famosos do seu tempo, Ivan Rabljanin (Magister Johannes Baptista Arbensis de la Tolle).
A riqueza económica da república provinha parcialmente da exploração das suas terras, mas devia-se principalmente ao comércio marítimo. Apoiados por uma diplomacia eficiente, os mercadores de Dubrovnik moviam-se livremente por terra e por mar. A república contava com uma vasta frota mercante que navegava por todo o mundo. Os naturais de Dubrovnik estabeleceram-se em vários locais alguns tão distantes como a Índia ou a América — a república enviou um dos seus marinheiros para incluir a tripulação comandada por Colombo que descobriu a América. A chave do sucesso não estava na conquista, mas no comércio e navegação debaixo da bandeira branca com a palavra Libertas (liberdade em latim) em grande destaque. A bandeira foi adotada em 1418, aquando da abolição da escravatura e do respetivo tráfico.

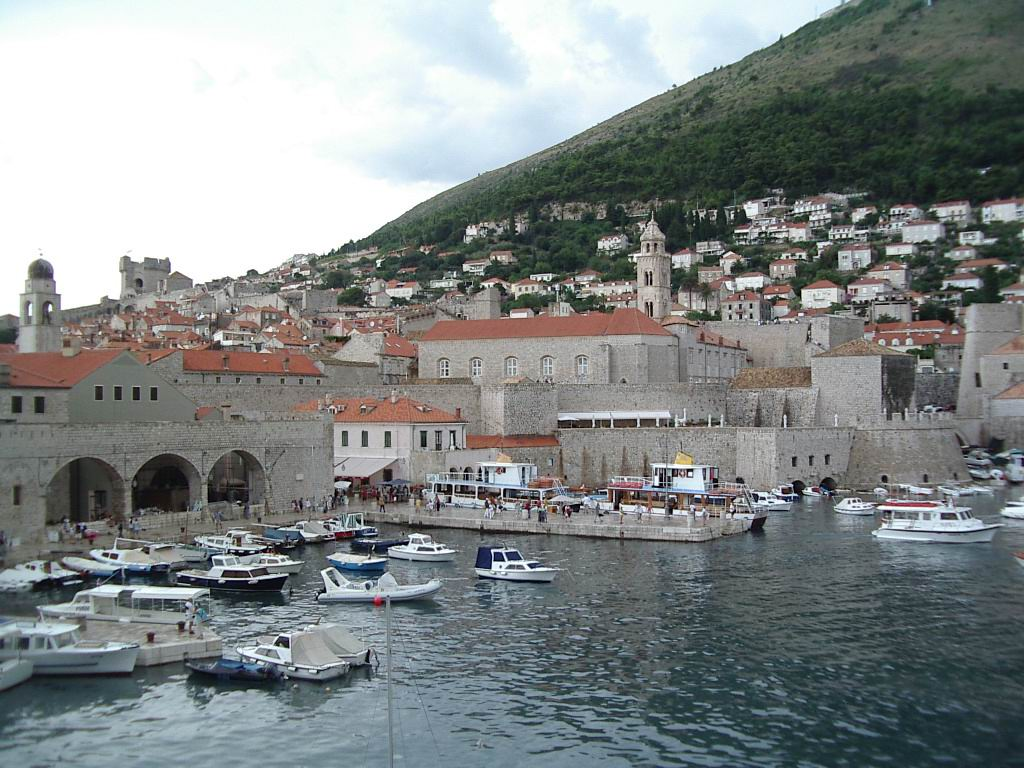
Porto

À semelhança de Veneza, Ragusa oferece assistência à aliança muçulmana contra Portugal aquando da Batalha de Diu, em 1509. A partir de 1526, a república pagou tributo ao Império Otomano, situação que se manteve até 1718, data em que se elevava a 12 500 Ducados por ano. Todos os anos uma delegação da república dirigia-se a Istambul com o tributo e aí permanecia um ano como refém até que o tributo do ano seguinte fosse pago.
A república entrou numa fase de declínio após uma crise da navegação no Mediterrâneo e um  sismo catastrófico em 1667, que matou mais de 5 000 pessoas e destruiu grande parte dos edifícios públicos. Em 1699, viu-se obrigada a vender parte do seu território aos otomanos de forma a evitar ter fronteiras terrestres com Veneza e assim melhor se proteger dos avanços desta. Essas faixas de terreno pertencem atualmente à Bósnia e Herzegovina e são o único acesso deste país ao Adriático.
Em 1806 a cidade rendeu-se às forças de Napoleão, pois considerou-se a única forma de acabar com o bloqueio das armadas montenegrinas e russas, que durou um mês durante o qual caíram sobre a cidade 3 000 balas de canhão. No princípio Napoleão requereu apenas passagem livre para as suas tropas e prometeu não ocupar o territórios, enfatizando que os franceses eram amigos dos ragusianos. No entanto, algum tempo mais tarde os franceses bloquearam os portos e forçaram o governo a deixar entrar as tropas francesas na cidade. Nesse dia todas as bandeiras e brasões da cidade da muralha foram pintados de preto como sinal de luto. Em 31 de janeiro de 1808 a república foi abolida por um decreto napoleónica que nomeou o marechal Auguste de Marmont duque de Ragusa. Os territórios da república foram integrados inicialmente no reino napoleónico de Itália e depois nas "províncias da Ilíria" (em francês: Provinces Illyriennes). Humilhados por um exército de conquistadores estrangeiros, os nobres da cidade viram-se forçados a abandonar muito do seu poder e privilégios. Entretanto, os franceses fizeram algumas obras importantes que ainda subsistem, nomeadamente uma fortificação no cimo da montanha e uma estrada que ligava a cidade à fronteira italiana. Além disso reorganizaram o sistema escolar e concederam aos judeus um estatuto de igualdade com os restantes cidadãos.

### Domínio austríaco (1815–1918)

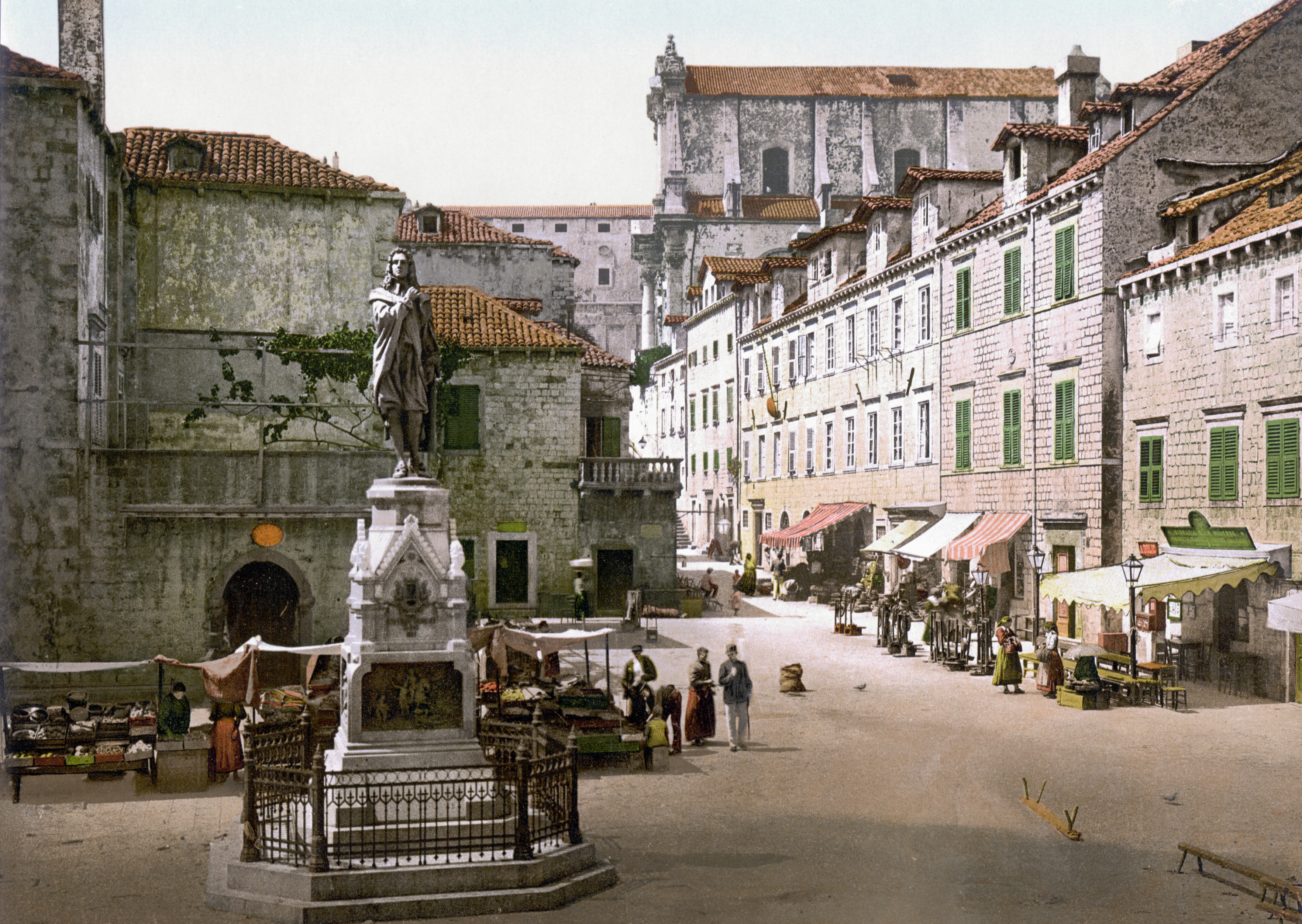
Estátua de em postal impresso entre 1890 e 1905

Em 1815, o Império Austríaco (a partir de 1867, a Áustria-Hungria) obteve a posse das províncias da Ilíria no Congresso de Viena. Os Habsburgo constituíram o Reino da Dalmácia, com capital em Zadar, na qual Dubrovnik foi integrada com o nome oficial de Ragusa. Foi estabelecida uma administração que pretendia centralizar lentamente as burocracias de impostos, comerciais, religiosas e de educação com vista a estimular a economia. No entanto esses propósitos falharam em larga medida, e quando os traumas pessoais, políticos e económicos das Guerras Napoleónicas foram ultrapassados, começaram a formar-se movimentos que clamavam por uma reorganização política da região do Adriático segundo fronteiras nacionais.[carece de fontes?]
Em 1815, o antigo governo ragusano, isto é, a sua assembleia nobre, reuniu-se pela última vez em Mokošica. Foram empreendidos esforços para que a república fosse restabelecida, contudo foi tudo em vão. Depois da queda da república, grande parte da aristocracia emigrou, enquanto que outros foram reconhecidos pelo Império Austríaco. 
A combinação destas duas forças — por um lado o sistema de administração dos Habsburgo, e por outro os movimentos nacionalistas que defendiam a etnicidade como base para a comunidade, — criaram uma situação complexa, pois a Dalmácia era um território governado por uma monarquia centralista de língua alemã que governava uma população bilíngue (que falava croata e italiano).[carece de fontes?]

### Jugoslávia (1921-1991)
Se querem ver o paraíso na terra, venham a Dubrovnik

— George Bernard Shaw, 1929
Na sequência do fim da Primeira Guerra Mundial em 1918, que precipitou o desmoronamento do Império Austro-Húngaro, a cidade foi integrada no novo Reino dos Sérvios, Croatas e Eslovenos (a partir de 1929 chamado Reino da Jugoslávia) e o nome oficial da cidade passou a ser Dubrovnik. O período entre as duas guerras mundiais foi de estagnação para a cidade, que só recuperaria o seu vigor na era da Jugoslávia comunista.
No início da Segunda Guerra Mundial, Dubrovnik fazia parte do Estado Independente da Croácia controlado por nazis. Entre abril de 1941 e 8 de setembro de 1943, a cidade esteve ocupada pelo exército italiano e em seguida pelos alemães.
Em outubro de 1944, os partisans de Josip Broz Tito conquistaram a cidade, que passou a fazer parte da República Socialista da Croácia, um dos estados da República Socialista Federativa da Jugoslávia. Assim que entraram na cidade, os partisans executaram sem julgamento 78 pessoas.
Depois de 1945, muitos cidadãos deixaram a cidade para irem viver em Itália, Áustria e Alemanha. Os seus bens foram confiscados e passaram para a posse do estado.[carece de fontes?]

### Desmembramento da Jugoslávia (1991)

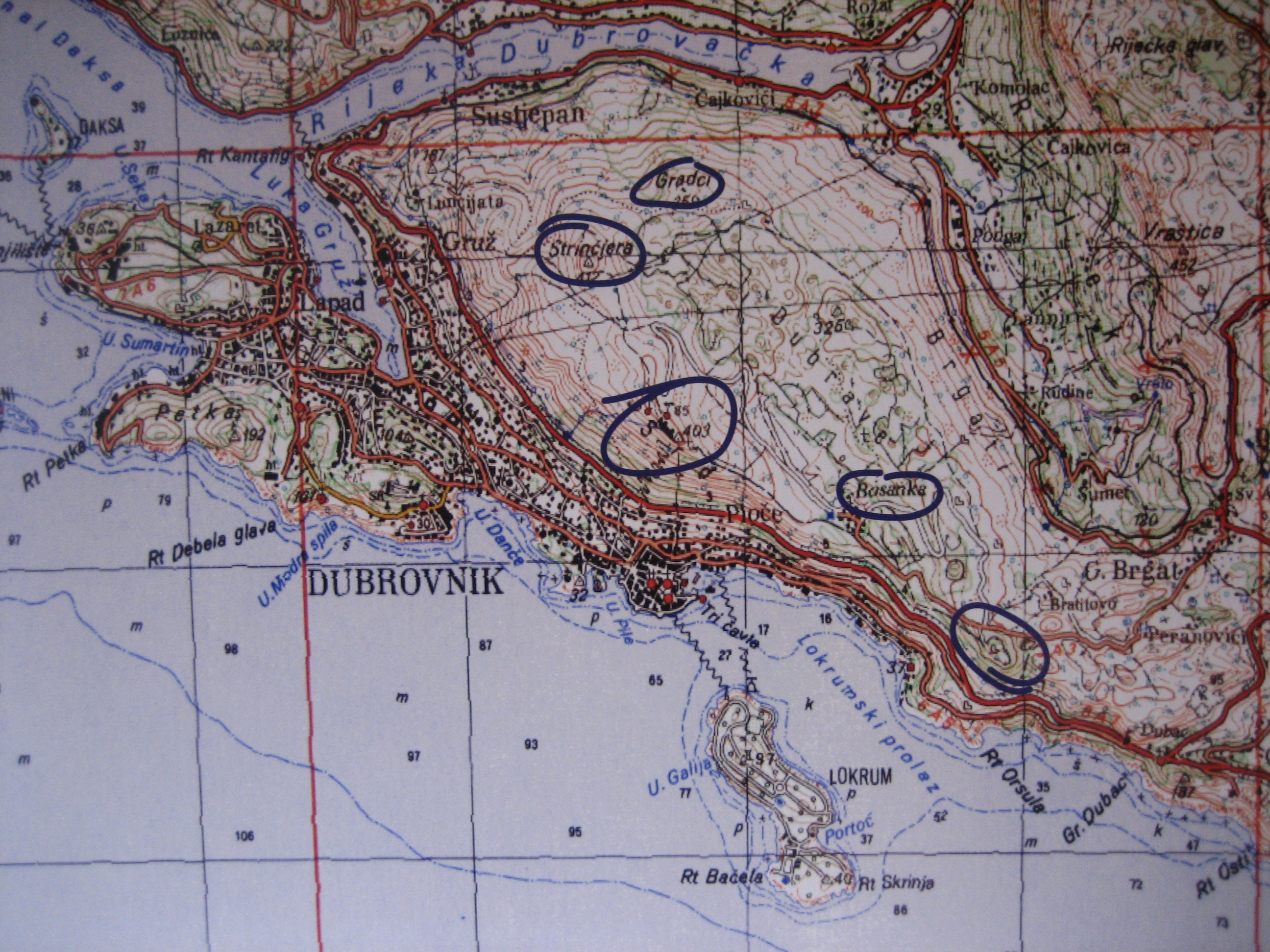
Localização das principais forças de ataque à cidade em 1991

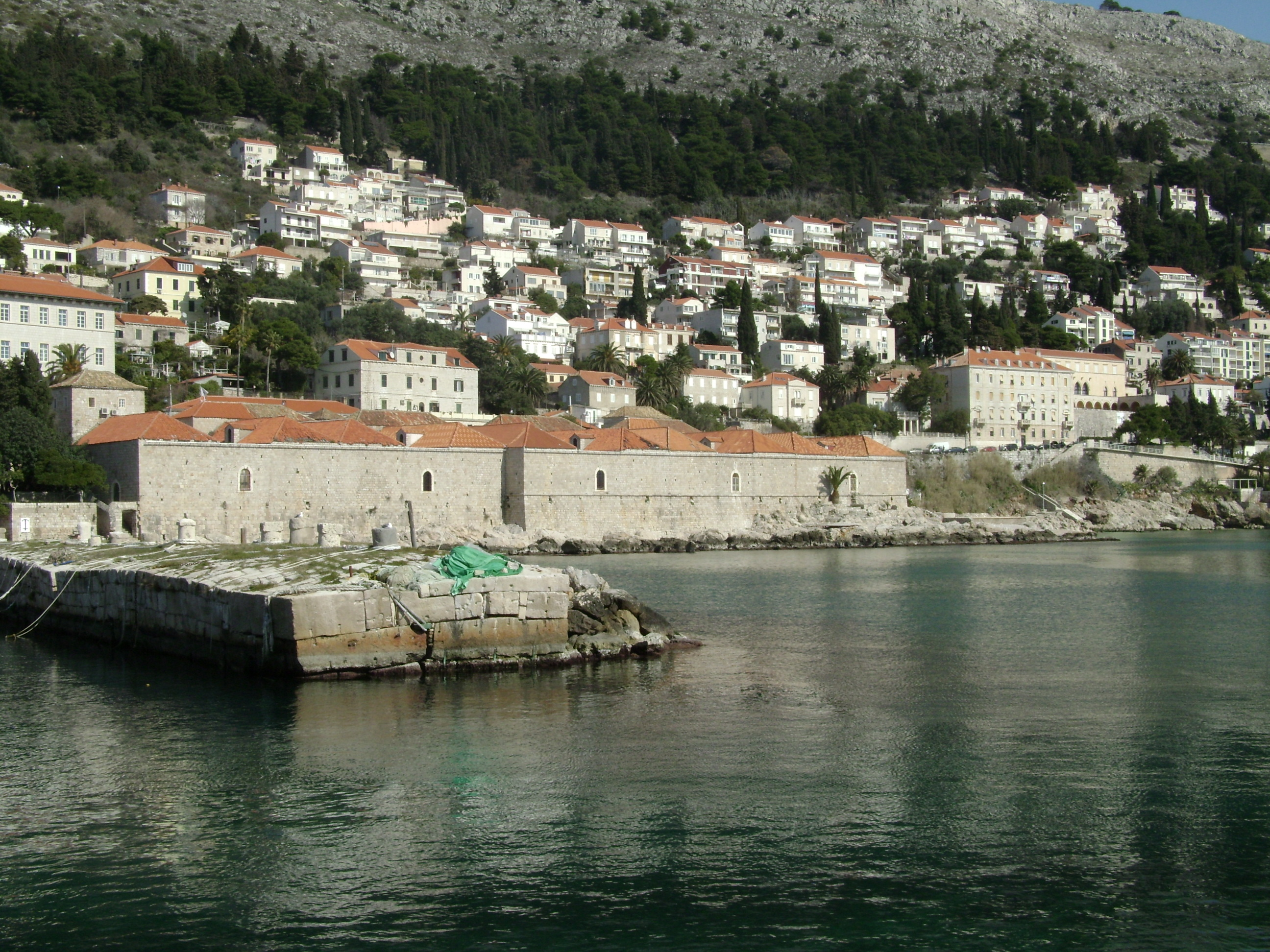
Vista do lazareto

Em 1991 a Croácia e a Eslovénia, até então repúblicas da República Socialista Federativa da Jugoslávia, declaram a sua independência.
Apesar da cidade antiga ter sido desmilitarizada no princípio da década de 1970 a fim de prevenir estragos em caso de guerra, tropas sérvias e montenegrinas do que fora o Exército Popular Jugoslavo (JNA) atacaram a cidade em 1991. O governo de Montenegro, liderado por Momir Bulatovic, leal ao governo sérvio de Slobodan Milošević, declarou que não permitiria que Dubrovnik permanecesse na Croácia porque, segundo ele, historicamente a cidade fazia parte de Montenegro. Isto apesar da população da cidade ser maioritariamente croata, 6% sérvia e ter muito poucos montenegrinos. Muitos consideram que as pretensões do governo de Bulatovic se enquadravam no plano de Milošević para conseguir apoiantes para a causa da Grande Sérvia.
Em 1 de outubro de 1991, Dubrovnik foi atacada e cercada pelo JNA durante sete meses. Os bombardeamentos de artilharia mais violentos ocorreram em 6 de dezembro de 1991, quando foram mortas 19 pessoas e 60 ficaram feridas. O exército jugoslavo nunca mostrou intenção de ocupar a cidade, pois oficialmente propunham que fosse restaurada a antiga República de Ragusa, independente tanto da Sérvia e Montenegro como da Croácia, uma tese que tinha alguns apoiantes entre os habitantes da cidade.[carece de fontes?] Mas se a cidade não chegou a ser ocupada, o mesmo não aconteceu com as regiões vizinhas, nomeadamente a zona de de Konavle e a cidade de Cavtat, que estiveram ocupadas durante quase três anos, o que provocou a fuga em massa de muitas pessoas, quer para o estrangeiro quer para Dubrovnik. Em maio de 1992 o exército croata acabou com o cerco e libertou os arredores da cidade, mas o perigo de ataques do JNA manteve-se por mais três anos.
O número total de baixas civis do conflito segundo a Cruz Vermelha Croata foi de 114 civis mortos, entre eles o poeta Milan Milišic. A estes há que acrescentar cerca de 200 soldados croatas. Calcula-se que cerca de 300 pessoas da região foram presas e torturadas em campos de concentração de Montenegro e da Bósnia. A guerra causou também uma grande perda de população, já que os 43 770 habitantes em 2001 ainda estão longe dos 49 728 de 1991.
O rico património da cidade foi também muito afetado, pois caíram milhares de obuses sobre as igrejas, palácios e mansões históricas. Um em cada três edifícios da cidade sofreram estragos e uma dezena de casas ficou completamente destruída. Contaram-se mais de 2000 impactos de bala nas paredes e centenas de ruas ficaram com crateras de granadas. Algo surpreendentemente, não foi destruído nenhum pedaço da muralha. "A liberdade não se vende nem por todo o ouro do mundo" é o lema ancestral da cidade e mais uma vez ele foi cumprido.
Os generais do JNA envolvidos no cerco foram processados no Tribunal Penal Internacional para a ex-Jugoslávia. O comandante do ataque à cidade, o general Pavle Strugar, foi condenado a oito anos de prisão por esse tribunal pelo seu papel no ataque.

### Período mais recente

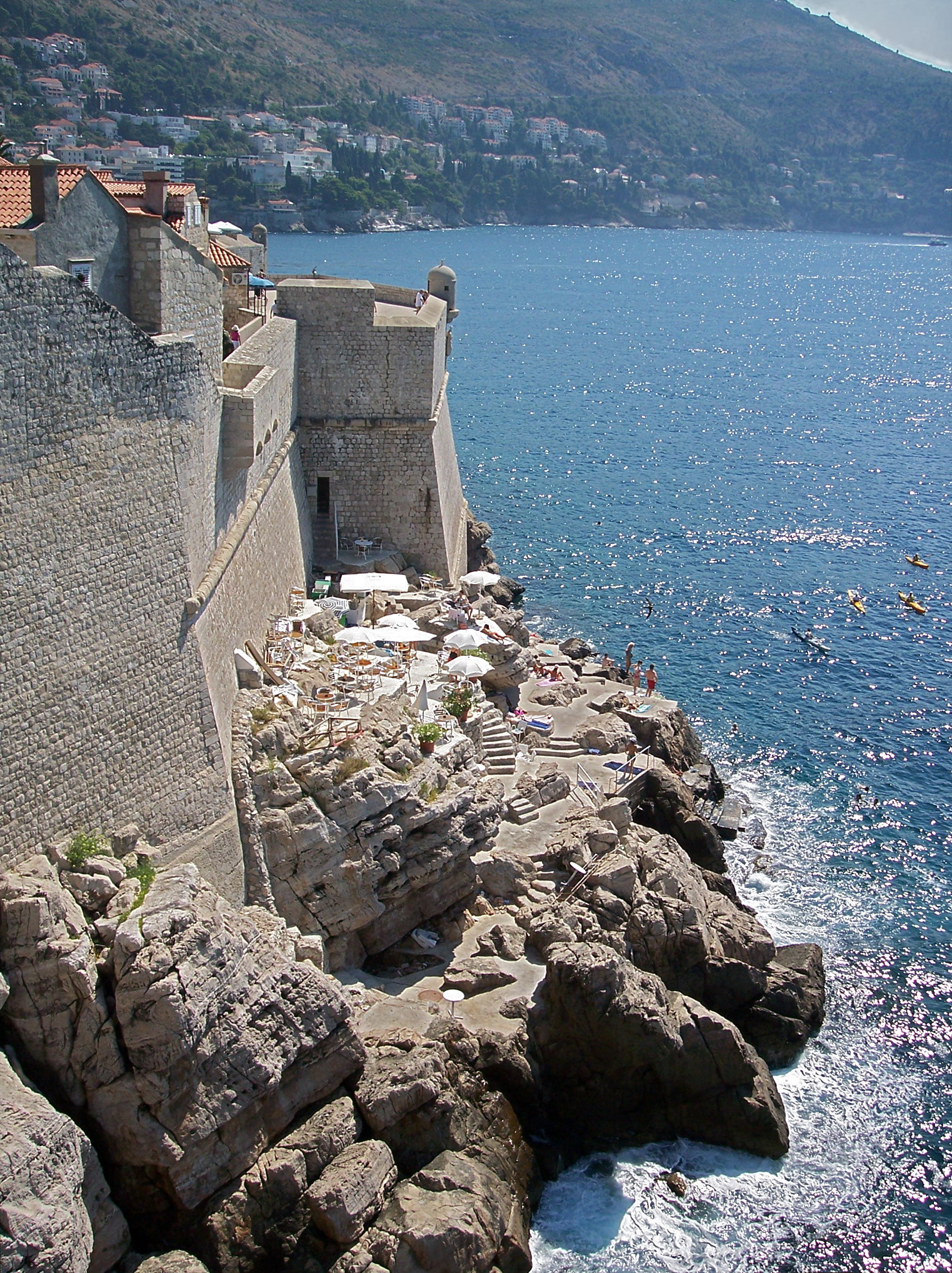
Muralhas junto à Praia de Buža

Com o fim da guerra, teve início um grande projeto de reconstrução dirigido pelo governo croata e pela UNESCO, usando técnicas e materiais tradicionais. Um dos maiores problemas enfrentados durante a reconstrução foi substituir as famosas telhas de terracota rosadas dos edifícios da cidade antiga danificados no bombardeio, que acabaram por vir de uma fábrica próxima de Toulouse, França. Durante a reconstrução procurou-se reforçar as estruturas antigas contra sismos. Em 2005 a maior partes dos danos da guerra já estavam reparados. As consequências dos bombardeamentos podem ser observadas numa tabuleta existente junto à porta da cidade, que mostra os pontos atingidos durante o cerco. Estes podem também ser claramente visíveis de qualquer ponto elevado da cidade, já que os telhados restaurados são bastante mais claros que os antigos.
No princípio de agosto de 2007 declarou se um incêndio gigantesco na vizinha Bósnia e Herzegovina que rapidamente alastrou ao território croata, alastrando desde as imediações de Cavtat, 30 km a sul, avançando pelo vale de Župa até rodear Dubrovnik. As altas temperaturas (acima de 40 °C) e o vento forte soprando de sul facilitaram a propagação a tal ponto que, pouco antes da extinção do fogo a 6 de agosto, chegou-se a temer pela segurança da cidade e dos seus habitantes. A determinação e valentia da população que ajudou os bombeiros foi crucial para apagar o incêndio em menos de 24 horas. O estado de alarme, o fumo e o som das sirenes à noite fizeram recordar a muitos habitantes os dias dos bombardeamentos de 1991.

## Geografia e clima

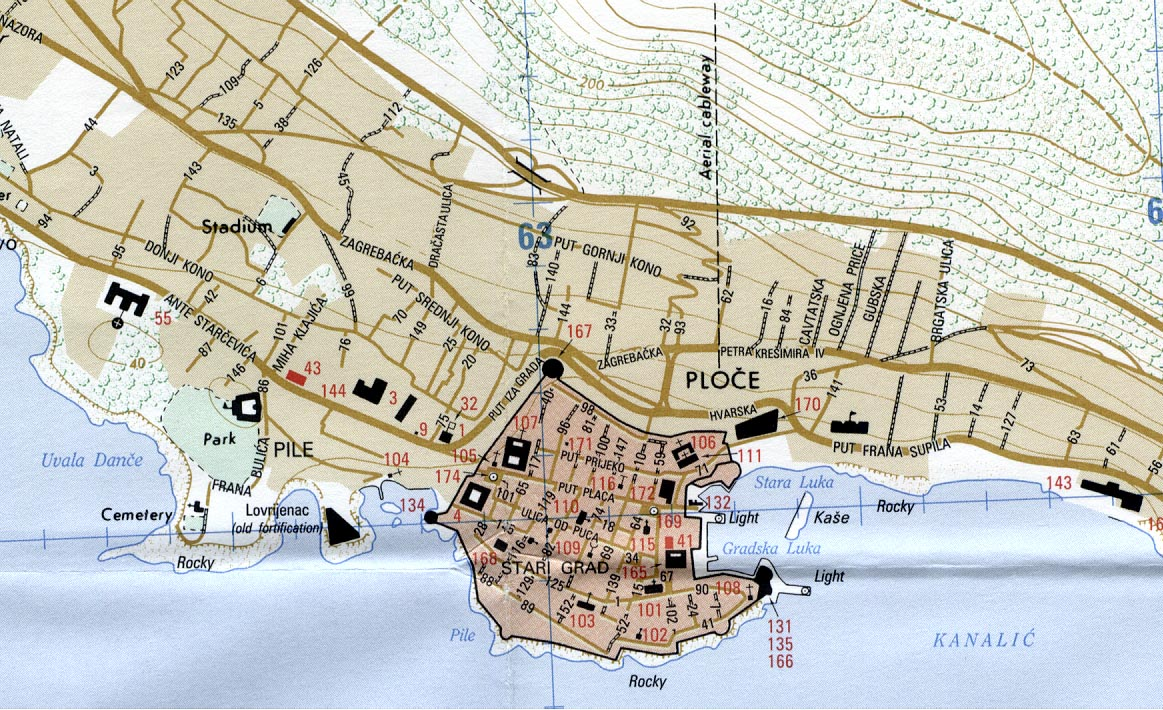
Mapa da cidade em 1995

A cidade antiga, rodeada de muralhas, é bastante pequena, mas o conjunto da cidade estende-se até bastante longe, ocupando as encostas das montanhas até à beira-mar, espraiando-se pelas penínsulas a norte até Lapad e aos subúrbios de Gruž, o bairro do porto novo, a cerca de 3 km do centro histórico. A sul, as encostas caem de tal modo a pique sobre o mar que é impossível a expansão urbanística nessa direção. Os grandes hotéis encontram-se na península de Lapad, Babin Kuk e nas imediações do bairro de Guz.

### Clima
Dubrovnik tem um clima de transição entre o úmido subtropical (Cfa, segundo a classificação climática de Köppen-Geiger) e o mediterrânico (Csa, segundo classificação Köppen-Geiger), visto que há um decréscimo nas precipitações durante o verão, mas não tão forte quanto em outros locais de clima mediterrânico típico. No entanto, distingue-se do clima de outras regiões mediterrânicas pelos ventos raros e trovoadas. O vento bura fustiga a costa sul do Adriático com rajadas desagradavelmente frias entre outubro e abril, e as trovoadas são frequentes ao longo de todo o ano, até no verão, quando interrompem os dias quentes e ensolarados. As temperaturas do ar podem variar um pouco conforme a área.[carece de fontes?] Tipicamente, em julho e agosto as temperaturas máximas são de 29 °C, caindo à noite para 21 °C. Na primavera e no outono as temperaturas máximas andam tipicamente entre os 20 e os 28 °C.
| Dados climatológicos para Dubrovnik      | Dados climatológicos para Dubrovnik | Dados climatológicos para Dubrovnik | Dados climatológicos para Dubrovnik | Dados climatológicos para Dubrovnik | Dados climatológicos para Dubrovnik | Dados climatológicos para Dubrovnik | Dados climatológicos para Dubrovnik | Dados climatológicos para Dubrovnik | Dados climatológicos para Dubrovnik | Dados climatológicos para Dubrovnik | Dados climatológicos para Dubrovnik | Dados climatológicos para Dubrovnik | Dados climatológicos para Dubrovnik |
| Mês                                      | Jan                                 | Fev                                 | Mar                                 | Abr                                 | Mai                                 | Jun                                 | Jul                                 | Ago                                 | Set                                 | Out                                 | Nov                                 | Dez                                 | Ano                                 |
| ---------------------------------------- | ----------------------------------- | ----------------------------------- | ----------------------------------- | ----------------------------------- | ----------------------------------- | ----------------------------------- | ----------------------------------- | ----------------------------------- | ----------------------------------- | ----------------------------------- | ----------------------------------- | ----------------------------------- | ----------------------------------- |
| Temperatura máxima média (°C)            | 12,2                                | 12,3                                | 14,4                                | 16,9                                | 21,3                                | 25,2                                | 28,3                                | 28,7                                | 25,4                                | 21,4                                | 16,6                                | 13,3                                | 24,9                                |
| Temperatura mínima média (°C)            | 6,5                                 | 6,4                                 | 8,5                                 | 10,9                                | 15,2                                | 18,8                                | 21,5                                | 21,7                                | 18,7                                | 15,2                                | 10,8                                | 7,8                                 | 9                                   |
| Precipitação (mm)                        | 95,2                                | 89,2                                | 97,7                                | 90,9                                | 76,1                                | 48,6                                | 24,1                                | 59                                  | 78,7                                | 109,9                               | 141,9                               | 125,3                               | 1 020,8                             |
| Dias com chuva                           | 13                                  | 11                                  | 9                                   | 6                                   | 5                                   | 3                                   | 1                                   | 1                                   | 2                                   | 6                                   | 8                                   | 12                                  | 77                                  |
| Dias de sol                              | 5                                   | 7                                   | 10                                  | 16                                  | 18                                  | 22                                  | 23                                  | 24                                  | 17                                  | 15                                  | 12                                  | 10                                  | 205                                 |
| Insolação (h)                            | 15                                  | 12                                  | 10                                  | 30                                  | 50                                  | 51                                  | 45                                  | 60                                  | 45                                  | 28                                  | 35                                  | 22                                  | 403                                 |
| Fonte: World Meteorological Organization |                                     |                                     |                                     |                                     |                                     |                                     |                                     |                                     |                                     |                                     |                                     |                                     |                                     |

| Outros dados climatéricos                                  | Outros dados climatéricos | Outros dados climatéricos                | Outros dados climatéricos |
| ---------------------------------------------------------- | ------------------------- | ---------------------------------------- | ------------------------- |
| Média da temperatura da água do mar entre maio e setembro: | 17,9 - 23,8 °C            | Salinidade da água do mar:               | 38‰ (3,8%)                |
| Média do número de dias com chuva por ano:                 | 109,2                     | Média do número de horas de sol por ano: | 2 629                     |
| Duração média do dia:                                      | 7,2 horas                 |                                          |                           |

## Língua

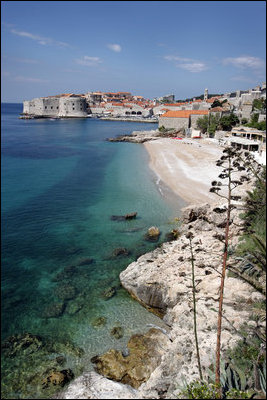
Praia de Banje, situada a leste da cidade velha

A língua oficial da antiga república até 1472 (ou 1492, segundo outras fontes) foi o latim. Nessa data, o senado da república decretou que a língua oficial passasse a ser o ragusano (ou o italiano segundo outras fontes) e proibiu o uso de línguas eslavas nos debates do senado.
Embora na generalidade todos os habitantes falassem o ragusano e o que atualmente se chama italiano, a língua nativa da maior parte dos habitantes era, segundo alguns, o croata ou alguma das suas aparentadas, segundo outros, o dálmata, uma língua extinta derivada do veneziano e do toscano (a base principal do italiano atual). Supostamente, até ao século XI praticamente toda a população era nativa do dálmata, mas a partir desse século o croata foi lentamente ganhando predominância, principalmente entre as classes mais baixas. No entanto, as línguas cultas principais da cidade até ao século XX foi o italiano, tanto o literário, como a variante veneziana.
Outra língua usada era o ilírio, numa forma fortemente impregnado pelo stokavo-ikavo, matizado pela pelo cakavo falado na costa da Dalmácia. O italiano estava implantado principalmente entre as classes mais altas de mercadores, por via da influência de Veneza.
A eslavização só ganhou força em 1918, aquando da integração de Dubrovnik no "Reino dos Sérvios, Croatas e Eslovenos " (a partir de 1929 chamado Reino da Jugoslávia). A tentativa de supressão do italiano foi iniciada pelos austríacos no século XIX, que para contrabalançar o efeito das guerras da independência de Itália, apoiaram as pretensões ao domínio eslavo da costa da Dalmácia por parte dos croatas de Zagreb fiéis à coroa austríaca. Assim, a partir de 1918 o italiano foi banido das escolas. Mais tarde, entre 1943 e 1949, os massacres dos foibe provocaram o êxodo de grande parte da população latina da Croácia, muito mais no norte (Ístria) do que no sul (Dalmácia). Embora atualmente uma parte da população seja de origem latina, já está quase completamente croatizada. Os descentes dos antigos ragusanos encontram-se principalmente na área de Konavle (dos canais), a sul da cidade e os descendentes da aristocracia nas margens da baía de Gruž, alguns deles regressados depois de décadas no exíliono estrangeiro.
Segue-se uma tabela de comparação de algumas palavras do antigo dialeto ragusano, cuja origem latina é evidente:
| \| Português \| Ragusano \| Croata \| Italiano \| Veneto \| \| ------------- \| ------------ \| ----------- \| ---------------- \| ----------- \| \| pai \| pape \| tata \| padre \| pare \| \| contramestre \| noštromo \| voda palube \| nostromo \| nostromo \| \| sapato \| crevlja \| cipela \| scarpa \| scarpa \| \| copo \| žmuo \| caša \| bicchiere \| goto \| \| adeus \| adio \| zbogom \| addio \| adio \| \| saudações \| sluga vam se \| klanjam se \| saluti \| saluti \| \| janela \| funjestra \| prozor \| finestra \| finestra \| \| sujo \| šporkati \| uprljati \| sporcarsi \| sporcarse \| \| imediatamente \| súbito \| odmah \| súbito \| súbito \| \| caixilho \| kvada \| okvir \| cornice \| soaza \| \| morango \| fragola \| jagoda \| fragola \| fragola \| \| relógio \| orlodo \| sat \| orologio \| relogio \| \| estendal \| tiramola \| sušilo \| stendibiancheria \| \| \| roupa \| bjankarija \| bijela roba \| biancheria \| biancheria \| \| reunião \| apuntamenat \| sastanak \| appuntamento \| apuntamento \| \| ir \| hodit \| ici \| andare \| andar \| \| garfo \| pantaruo \| vilica \| forchetta \| piron \| \| cigarros \| španjulet \| cigara \| sigaretta \| spagnoleto \| \| cachecol \| faculet \| rubac \| sciarpa \| siarpa \| \| gelado \| delato \| sladoled \| gelato \| gelato \| \| colónia \| kolona \| kolonija \| colonia \| colona \| |              |             |                  |             |
| Português | Ragusano     | Croata      | Italiano         | Veneto      |
| pai | pape         | tata        | padre            | pare        |
| contramestre | noštromo     | voda palube | nostromo         | nostromo    |
| sapato | crevlja      | cipela      | scarpa           | scarpa      |
| copo | žmuo         | caša        | bicchiere        | goto        |
| adeus | adio         | zbogom      | addio            | adio        |
| saudações | sluga vam se | klanjam se  | saluti           | saluti      |
| janela | funjestra    | prozor      | finestra         | finestra    |
| sujo | šporkati     | uprljati    | sporcarsi        | sporcarse   |
| imediatamente | súbito       | odmah       | súbito           | súbito      |
| caixilho | kvada        | okvir       | cornice          | soaza       |
| morango | fragola      | jagoda      | fragola          | fragola     |
| relógio | orlodo       | sat         | orologio         | relogio     |
| estendal | tiramola     | sušilo      | stendibiancheria |             |
| roupa | bjankarija   | bijela roba | biancheria       | biancheria  |
| reunião | apuntamenat  | sastanak    | appuntamento     | apuntamento |
| ir | hodit        | ici         | andare           | andar       |
| garfo | pantaruo     | vilica      | forchetta        | piron       |
| cigarros | španjulet    | cigara      | sigaretta        | spagnoleto  |
| cachecol | faculet      | rubac       | sciarpa          | siarpa      |
| gelado | delato       | sladoled    | gelato           | gelato      |
| colónia | kolona       | kolonija    | colonia          | colona      |

## Monumentos
Poucos edifícios renascentistas e medievais sobreviveram ao sismo de 1667, mas os que restam são suficientes para dar uma ideia do rico património arquitetónico.

### Arquitetura civil
- Palácio do Reitor — Antiga residência oficial do reitor, a autoridade máxima da república, é uma construção de meados do século XV, em estilo gótico e renascentista com algumas adições barrocas, que atualmente aloja o departamento de História do Museu de Dubrovnik.[19][20] Era o centro do governo da república — o reitor era eleito pelo Grande Conselho e o seu mandato durava um mês, durante o qual não estava autorizado a deixar o palácio senão para tarefas do governo, nem tampouco podia receber amigos ou familiares.

- Palácio  Sponza — O melhor exemplo da arquitetura renascentista da cidade, este palácio é um dos mais belos e mais bem preservados da cidade. Construído entre 1516 e 1522 em estilo gótico e renascentista, pensa-se que será muito representativo da maioria dos palácios públicos e privados de Dubrovnik existentes antes do sismo de 1667. Localiza-se num dos extremos da Placa, a artéria principal da cidade antiga. O seu nome deriva de spongia (em latim: alluvium) (local onde eram recolhidas as águas da chuva[nt 6]), que seria o uso anterior do local onde o palácio foi construído. No tempo da república nele funcionavam a alfândega, os armazéns desta e outros serviços públicos, pelo que também era conhecido como Divona (de dogana, alfândega). Nele funcionou um banco, casa da moeda, sede das finanças públicas e arsenal de armamento. Atualmente aloja a instituição cultural mais importante da cidade, os arquivos nacionais.[21][22][23]

- Stradun ou Placa — É a principal artéria da cidade antiga. Tem cerca de 300 metros e une as portas de Pile e Ploče, seguindo a linha do canal que outrora divida a cidade em duas partes. Foi construída no século XII e pavimentada em 1468. A calçada de calcário, polida por séculos de uso, brilha como vidro quando chove. As suas casas são do século XVII, todas do mesmo estilo e altura. A maior parte das lojas ainda conservam o caraterístico "na koljeno", uma porta combinada com janela com um arco em cima, que serve simultaneamente de porta e balcão — a porta é mantida fechada e as mercadorias são passadas através da janela que faz parte da porta.[24]

- Farmácia medieval (Stara Ljekarna) — Anexa ao convento franciscano e acessível através de um dos claustros deste, foi fundada em 1317, o que faz dela uma das mais antigas do mundo (a mais antiga da Europa segundo alguns,[25][26] a terceira mais antiga, segundo outros[nt 1]). Ainda se encontra em funcionamento.

- Fonte grande de Onofrio — Obra da primeira metade do século XV do arquiteto Onofrio di Giordano della Cava, de Nápoles, faz parte do sistema de abastecimento de água projetado por aquele arquiteto. Tem 16 lados e a sua água provém de uma nascente situada a 20 km. Situa-se junto à porta de Pile.[27]

- Fonte pequena de Onofrio — Obra da primeira metade do século XV de Petar Martinov, é contemporânea da fonte grande com o mesmo nome. Tem um bacia com oito lados, painéis esculpidos e é em estilo barroco-gótico, apresentando semelhanças com as fontes de Viterbo.[27]

- Coluna ou Pilar de Orlando — Situada em frente à igreja de São Brás, data de 1418. O monumento simbolizava o comércio livre da cidade e era considerado um símbolo de liberdade. Os decretos do governo eram proclamados junto à estátua e o local também era palco de punições públicas. O braço de Orlando serviu durante muito tempo como padrão de medida (o cúbito ragusano ou lakat), o qual é mostrado com mais precisão numa linha desenhada na base do monumento.[23][28]

- Estátua de Dživo Gundulic — Monumento em honra do maior poeta de Dubrovnik, também conhecido pelo seu nome latino Gianfrancesco Gondola, é uma obra de 1893 do escultor de Split Ivan Rendic. Encontra-se na praça (poljana) Gunduliceva.[28]

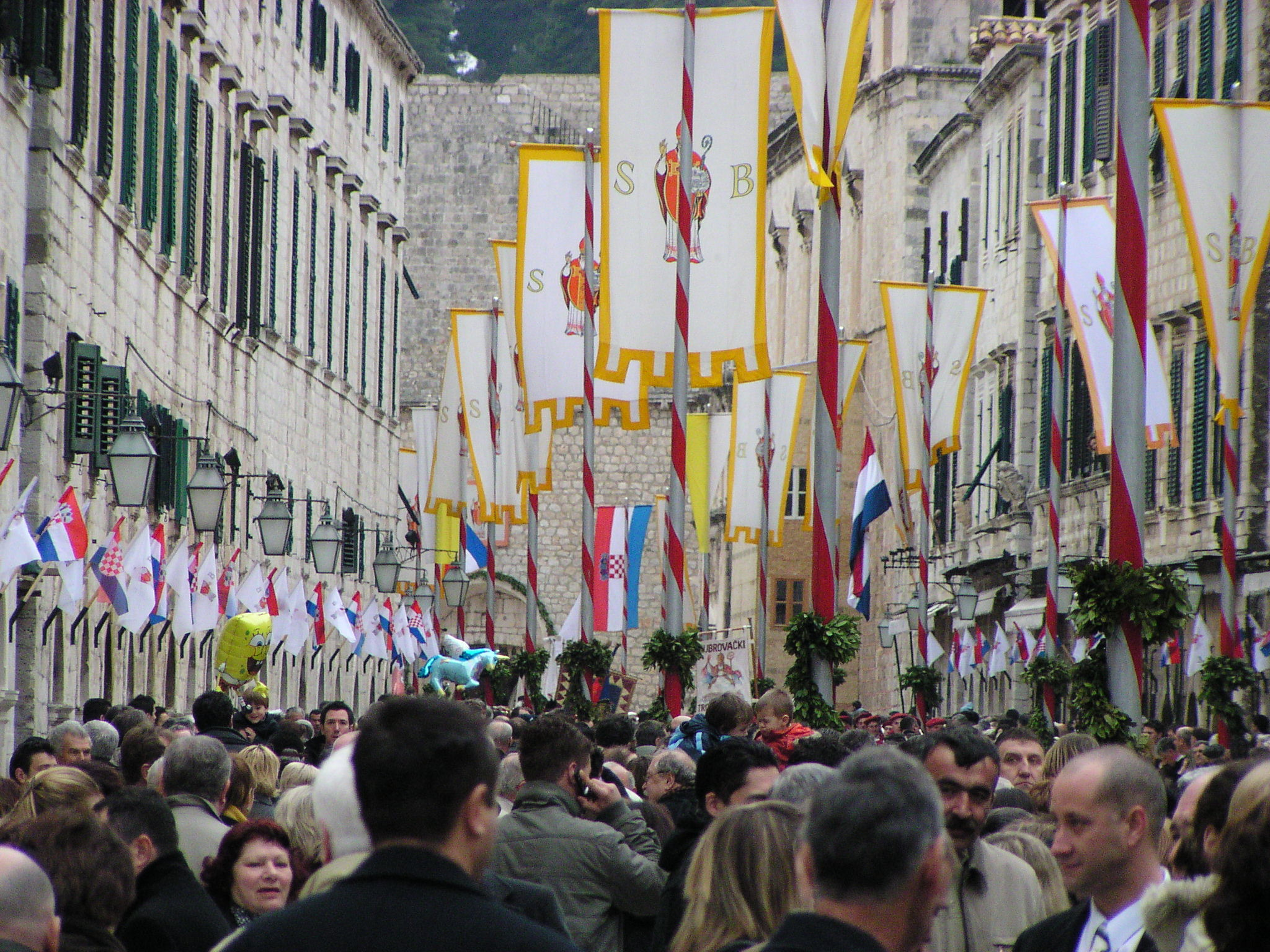
Stradun durante a Festa de São Brás
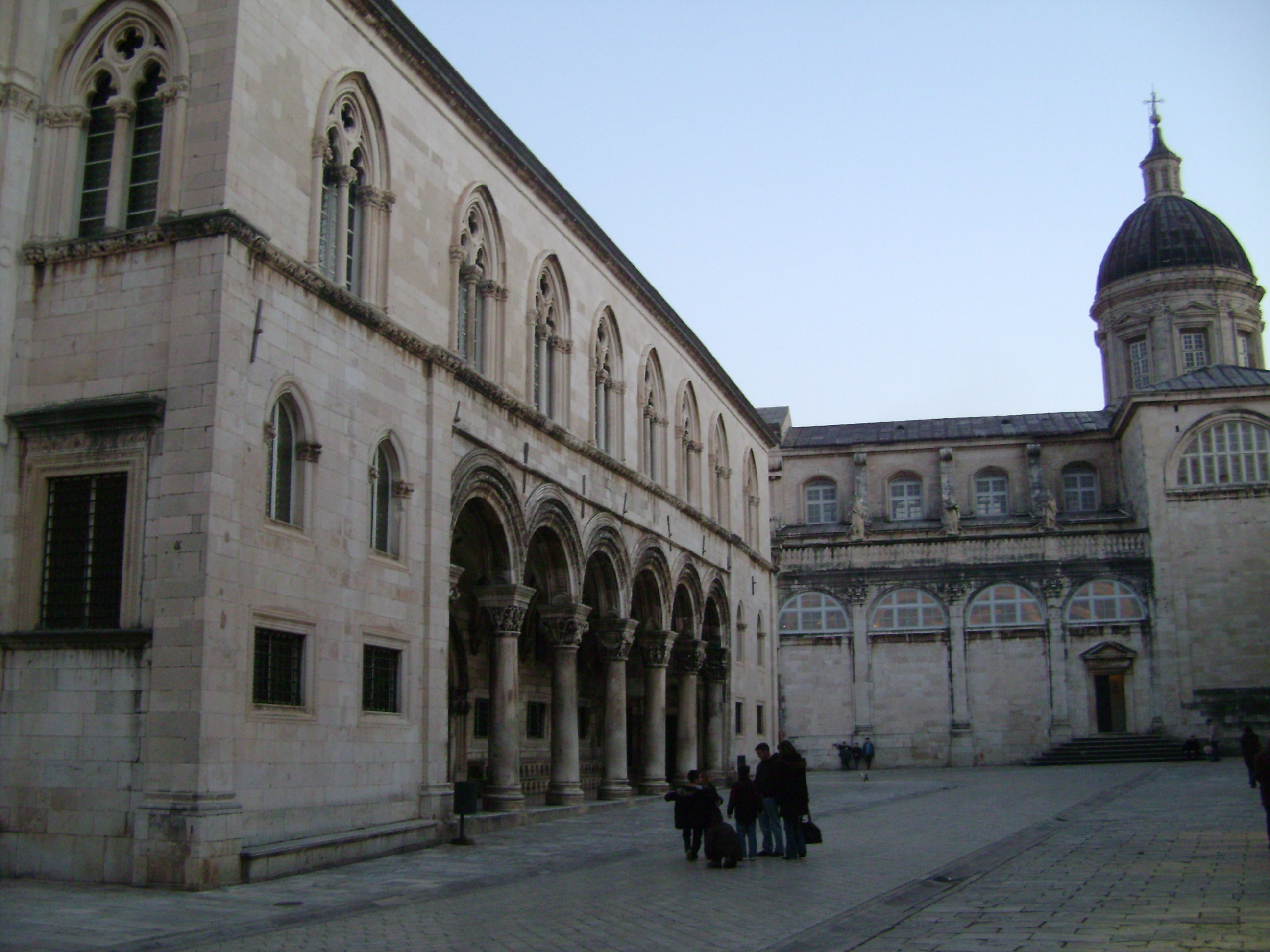
Palácio do Reitor e catedral
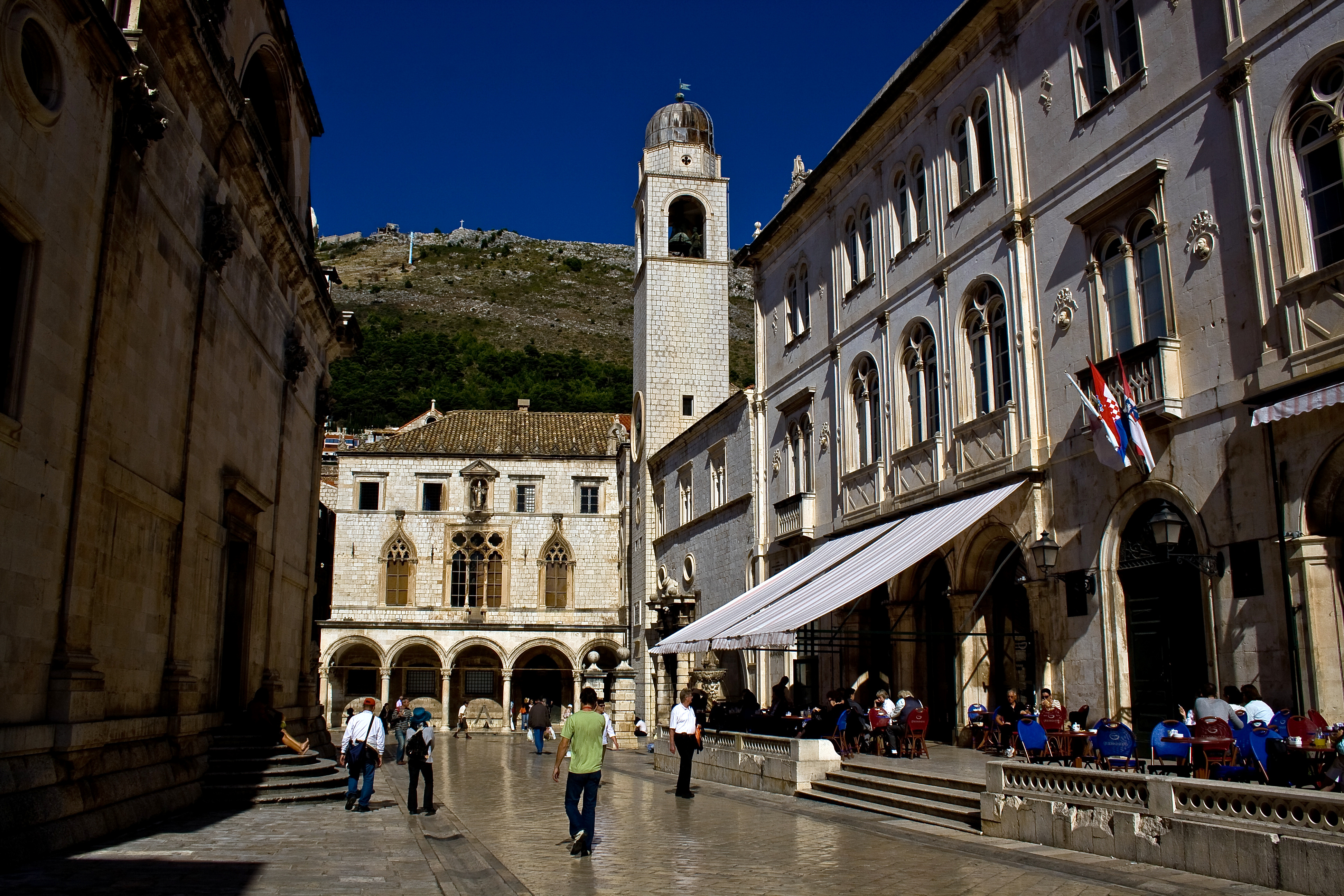
Rua e Palácio  Sponza, com a Torre do Relógio ao fundo
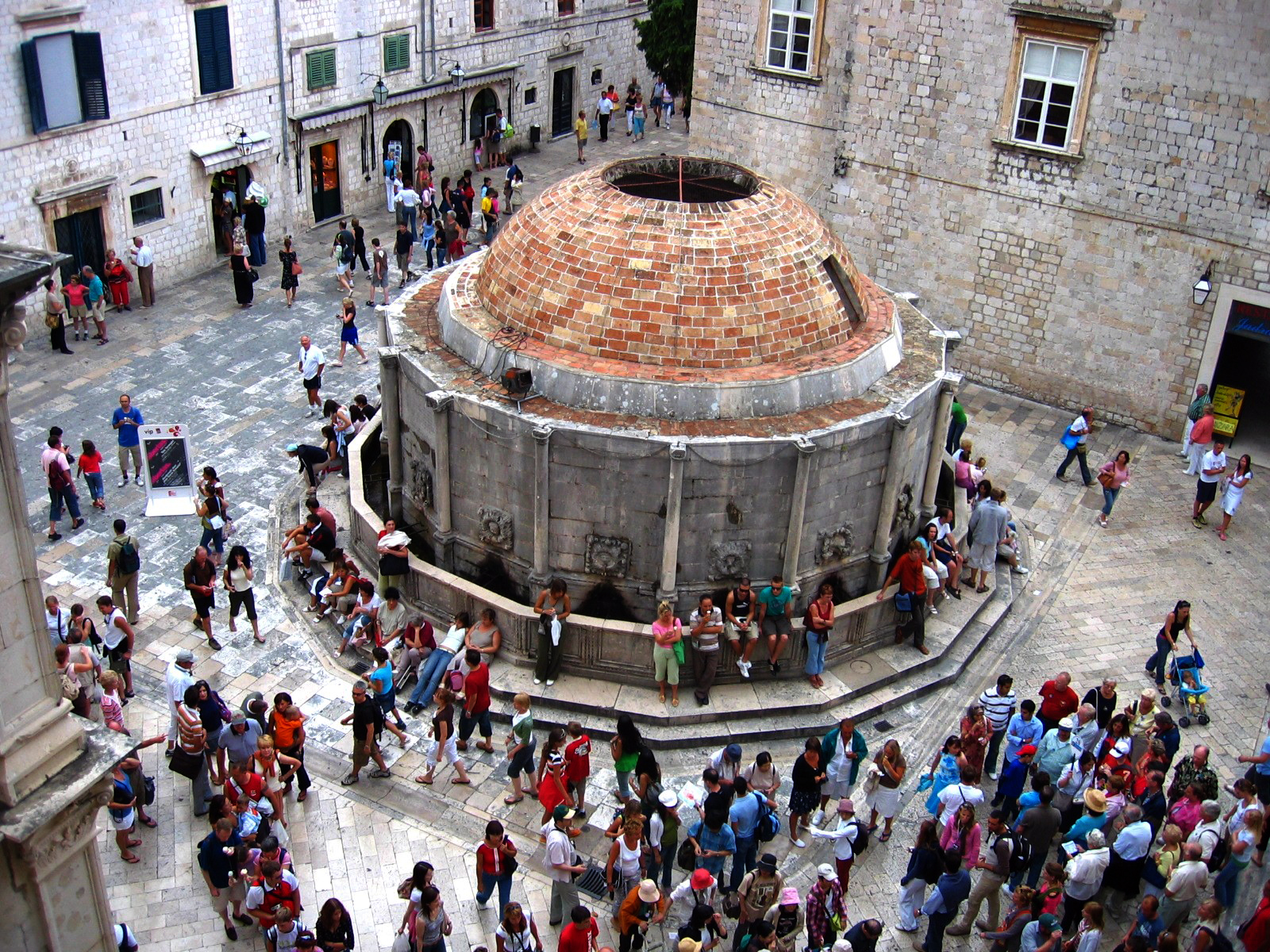
Fonte grande de Onofrio

### Arquitetura religiosa
- Igreja de São Brás (Crkva Sveti sv. Vlaha) — A igreja mais venerada da cidade, não fosse São Brás (em croata: Sveti Vlaho) o padroeiro de Dubrovnik, foi erigida no século XVIII em estilo barroco, para substituir a mais antiga, românica, do século XIV que ardeu. É uma obra do arquiteto veneziano M. Gropeli, tendo como modelo a igreja de São Maurício. Alguns dos impressionantes tesouros da igreja antiga, como as relíquias de São Brás, foram preservados.[29][30]

- Catedral da Assunção da Virgem (Velika Gospa) — Exemplar imponente do barroco, foi construída após o sismo de 1667, para substituir a anterior catedral do século XII, que por sua vez tinha sido construída sobre uma basílica bizantina do século VI ou VII. Segundo a lenda, a reconstrução do século XII teria sido financiada pelo rei inglês Ricardo Coração de Leão em reconhecimento pela ajuda que recebeu quando naufragou perto da cidade em 1192. No altar-mor tem uma pintura  da Assunção de Ticiano e vários relicários de São Brás.[28][30][31]

- Mosteiro franciscano (Franjevacki samostan) — Obra do século XIV, foi severamente danificado pelo  sismo de 1667, embora o claustro e outros elementos ainda sejam românicos com elementos góticos. Tem uma biblioteca com cerca de 30 000 volumes, entre eles 22 incunábulos (primeiros livros impressos) e 1500 valiosos manuscritos. Das peças do museu que nele funciona destacam-se uma cruz dourada e um turíbulo (pequeno incensário) do século XV, um crucifixo de Jerusalém do século XVIII, um martirologio, obra de 1541 de Bernardin Gucetic, e saltério (conjunto de livros de salmos) iluminados. A igreja do mosteiro é das mais ricas da cidade. Da igreja original só resta o magnífico pórtico, obra do final do século XV, de estilo gótico, mas com marcas do espírito renascentista. A igreja foi praticamente destruída pelo sismo de 1667, tendo sido reconstruída em estilo barroco.[24][25][26]

- Igreja de São Salvador (Sveti sv. Spasa) — Obra renascentista, encontra-se junto ao mosteiro franciscano.

- Mosteiro dominicano (Dominikanski samostan) — Obra dos séculos XIV e XV, assemelha-se a uma fortaleza, mas o interior contém uma igreja românico-gótica e um museu de arte com peças de Dubrovnik, Veneza e outros lugares. Um dos tesouros do mosteiro é a biblioteca, com mais 16 000 volumes, 240 incunábulos, numerosos manuscritos iluminados e outros importantes documentos, e uma extensa coleção de arte.[32][33][34]

- Igreja de São Spas — Junto à porta de Pile, é a primeira igreja da Stradun. É uma construção do século XVI, tipicamente da Renascença Dálmata. No seu interior está uma pintura de 1528 da Ascensão, da autoria de Pietro Antonio da Urbino.[24]

- Sinagoga — Construída no século XV, diz-se ser a sinagoga mais antiga dos Balcãs, a segunda mais antiga da Europa e a sinagoga sefarditas mais antiga da Europa ainda em uso.[35]

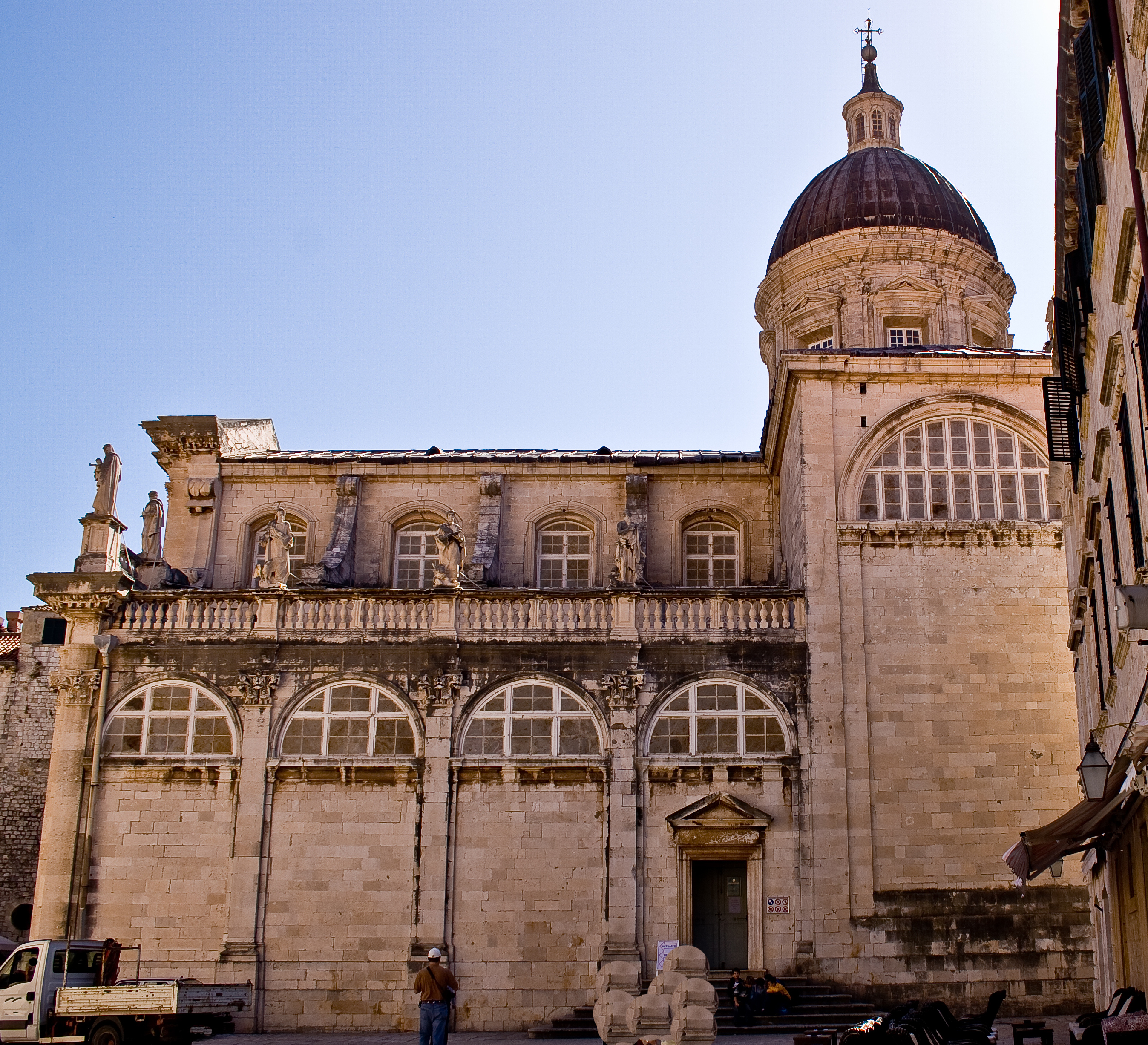
Catedral
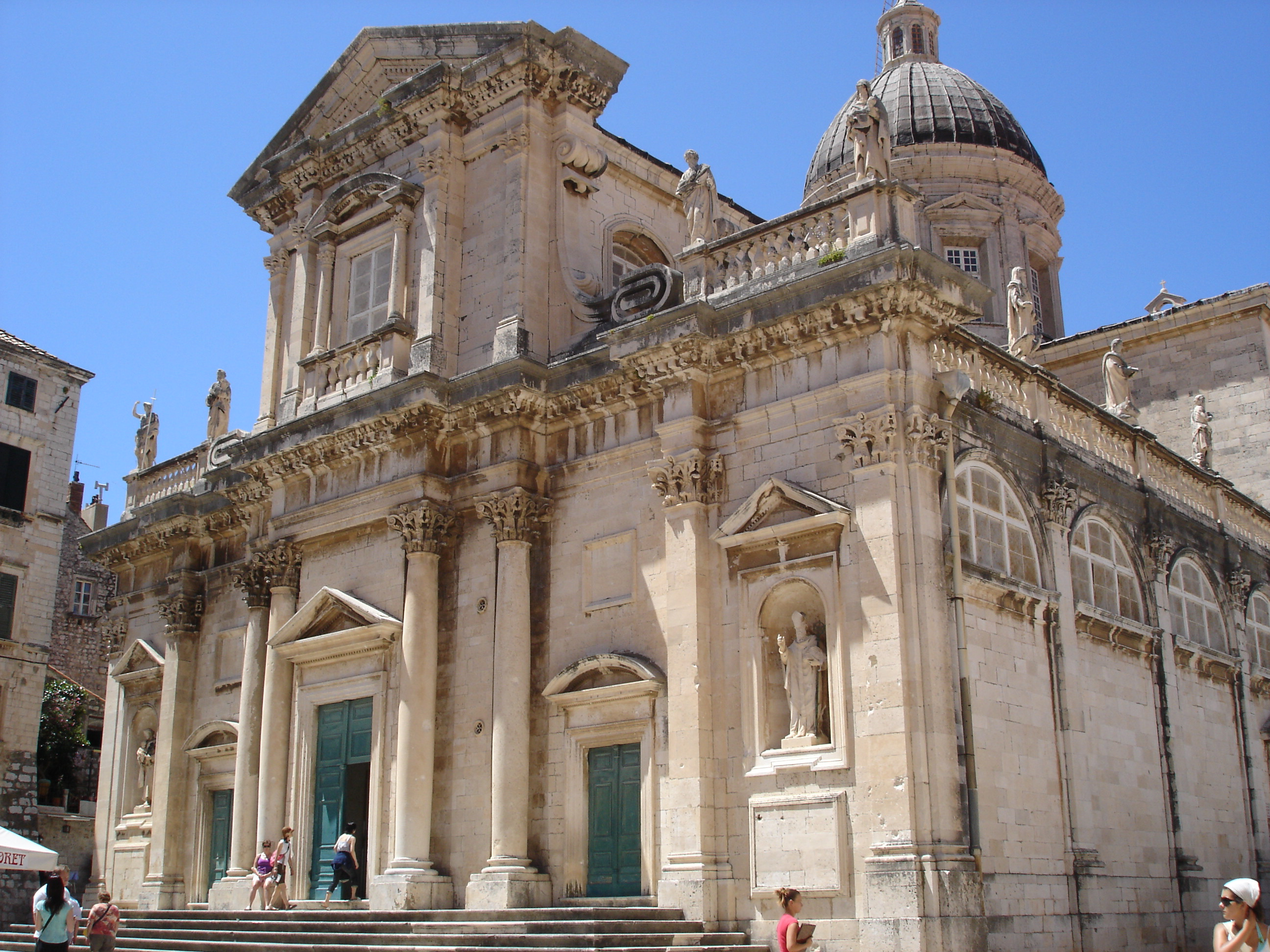
Catedral
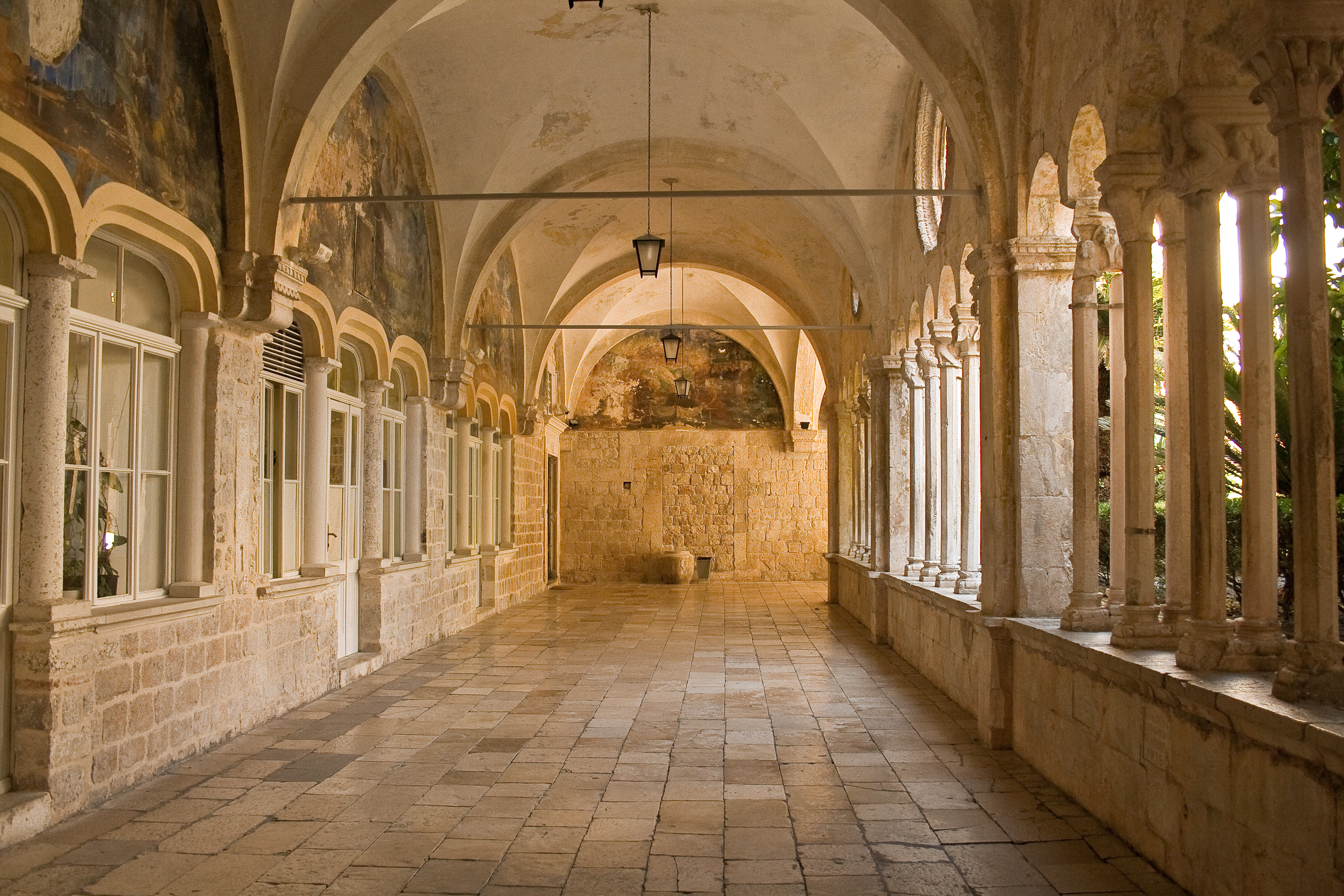
Claustro do Mosteiro franciscano
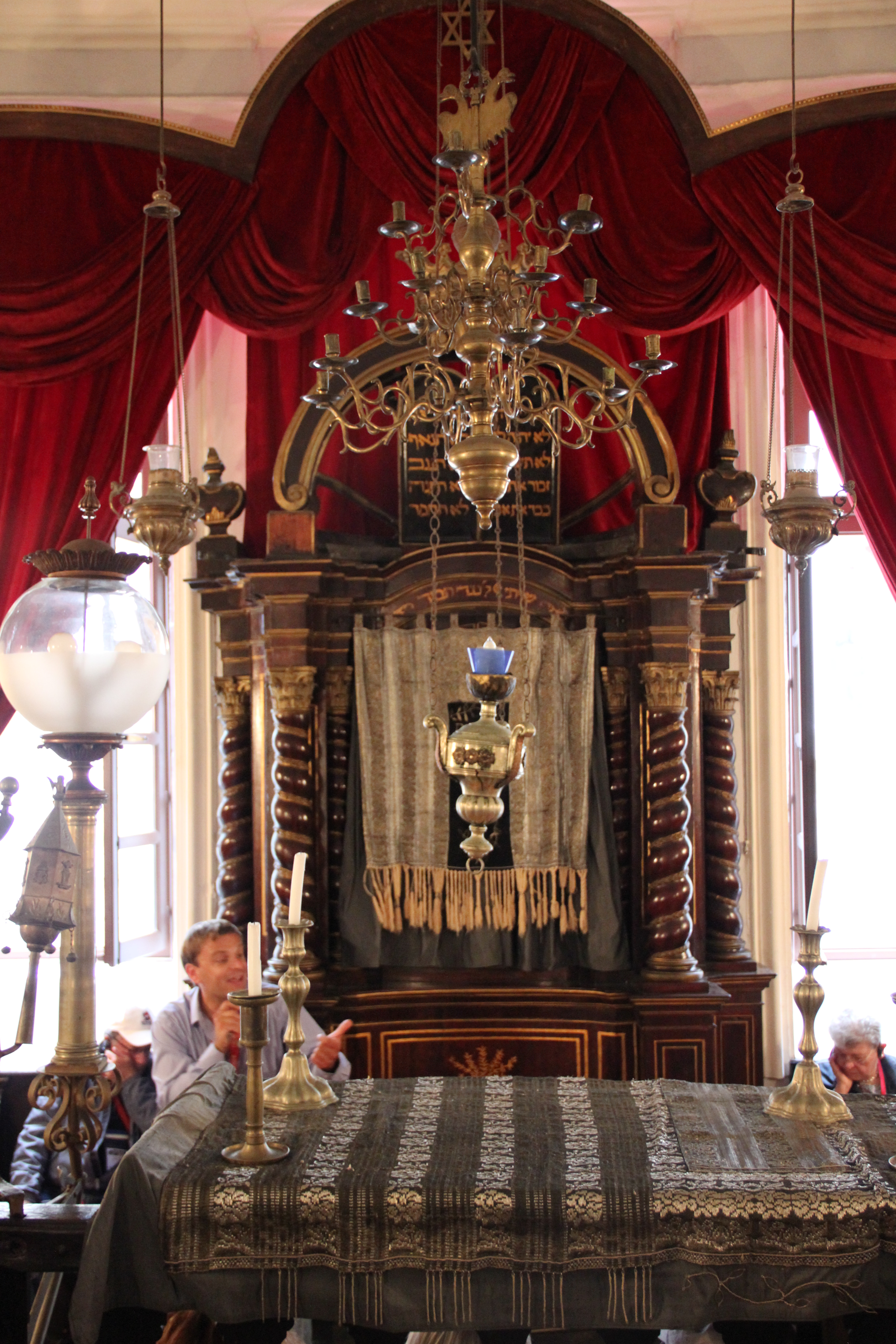
Sinagoga

### Arquitetura militar
- Muralhas — Um dos ex libris de Dubrovnik, estendem-se ao longo de 2 km à volta da cidade e diz-se serem das mais bem preservadas da Europa.[27] A altura chega aos 25 metros nas partes mais altas e a espessura varia entre quatro e seis metros nas partes viradas para terra, sendo sensivelmente mais finas nas partes viradas para o mar. O sistema de torreões e torres destinava-se a proteger a cidade.[36] Foram construídas entre o séculos VIII e XVI e tem duas secções, uma interior e outra exterior. Existem cinco bastiões, três torres circulares, doze torres retangulares e uma grande fortaleza. A secção exterior tem um muro mais baixo e dez bastiões semicirculares. Um fosso corria ao longo da secção exterior. A defesa da cidade era complementada por duas fortalezas separadas, a de Revelin, a leste, e a de Lovrijenac, a sudoeste.[27][37]

- Fortaleza Minčeta — É a torre mais imponente da cidade antiga, situada na parte norte das muralhas. O seu aspeto atual data de 1464, quando substitui um edifício quadrado mais pequeno. Do seu cimo podem-se apreciar das melhores vistas da cidade. Alguns eventos do festival de Verão têm lugar no terraço.[27]

- Fortaleza Bokar — Situada na parte sudoeste das muralhas, foi construída no século XV para proteger a porta de Pile. Tem uma torre redonda. Diz-se ser a mais antiga fortaleza do seu estilo da Europa.[27]

- Fortaleza de Santo Ivan — Situada na parte sul das muralhas, servia para defender o porto. Foi erigida em quatro fases, entre 1346 e 1557. Durante a noite o porto era fechado com uma corrente que se estendia entre a fortaleza e e o quebra-mar de Kaše, construído no século XV. Atualmente alberga três museus. No rés-do-chão encontra-se o Aquário, com várias espécies de peixes do Adriático. No piso superior encontram-se o Museu Etnográfico e o Museu Marítimo. Este último consta de quatro secções, uma dedicada à República de Ragusa, outra à era do vapor, outra à Segunda Guerra Mundial e outra às técnicas de navegação.[23]

- Fortaleza Revelin — Construída em forma de trapézio irregular entre 1500 e 1538 para proteger o porto, a porta de Ploče e a ponte da cidade. O seu vasto terraço é usado para espetáculos no verão.[23]

- Fortaleza Lovrijenac — Também conhecida como fortaleza de São Lourenço ou "Gibraltar de Dubrovnik", situa-se no exterior da parte ocidental das muralhas, sobre um rochedo com 32 metros de altura. Protege as entradas ocidentais da cidade, tanto por mar como por terra. Segundo os documentos da época, foi construída em apenas três meses. A inscrição em latim que está acima da entrada principal é particularmente famosa e é um dos lemas da cidade: "Non bene pro toto libertas venditur auro" (A liberdade não se vende nem por todo o ouro do mundo). O seu interior é considerado um dos palcos mais dignos da Europa, e é famoso pelas representações de Hamlet, de Shakespeare, que lá têm lugar.[23]

#### Portas da cidade
- Porta de Pile — Entrada ocidental, é um dos extremos da Stradun. Tem uma ponte dois arcos góticos, construída no século XV. Esta ponte desembocava numa ponte levadiça de madeira que era içada todas as noites. É encimada por uma estátua de São Brás, o padroeiro da cidade.[24]

- Porta de Ploče — Entrada oriental, é um dos extremos da Stradun. O exterior data do século XVII, enquanto que que a ponte levadiça de madeira e a ponte de pedra com dois vãos similares ao da porta de Pile são do século XV. Também é encimada por uma estátua de São Brás.[24]

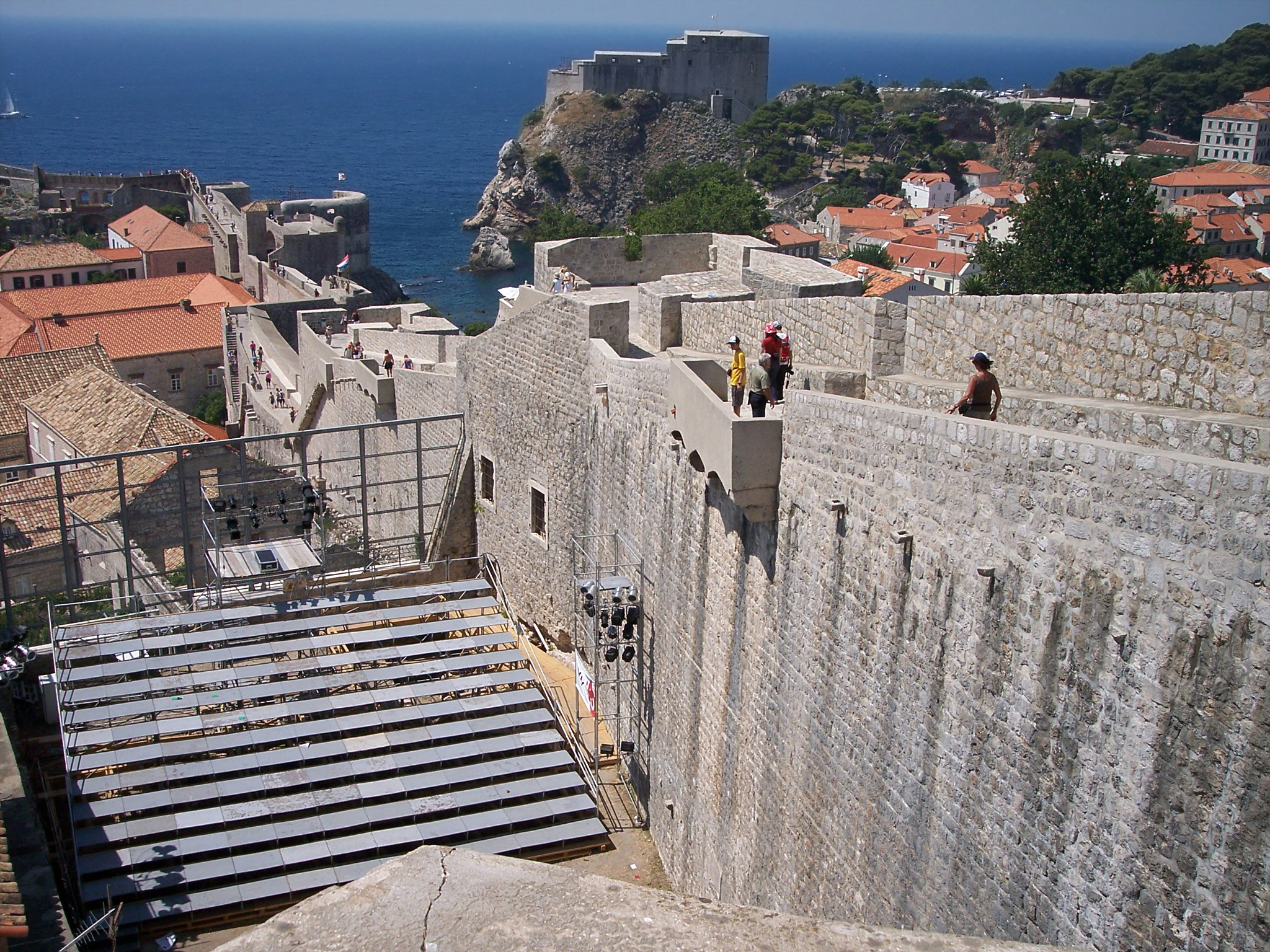
Muralhas e fortaleza Lovrijenac
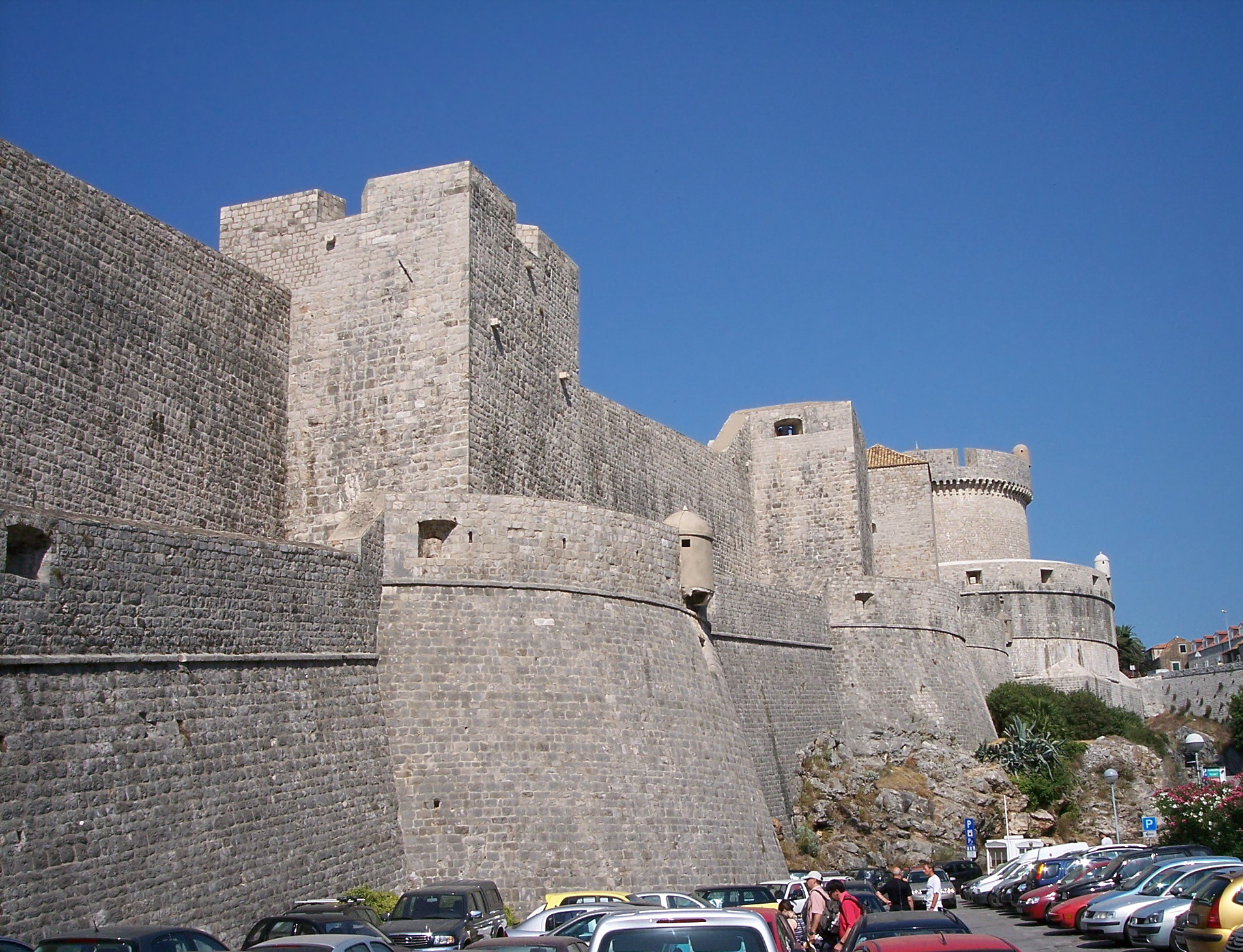
Muralhas
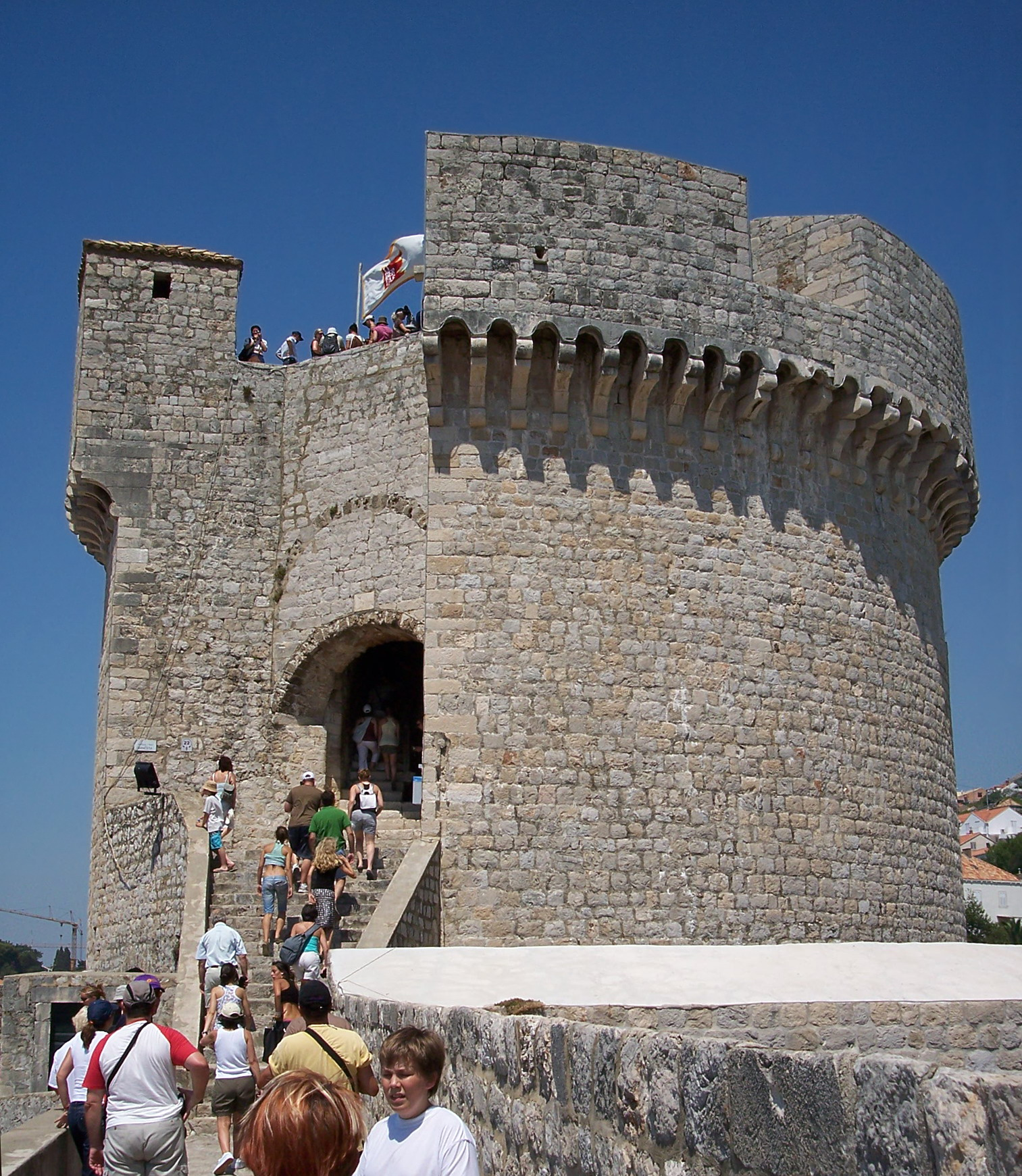
Torre da fortaleza Minčeta
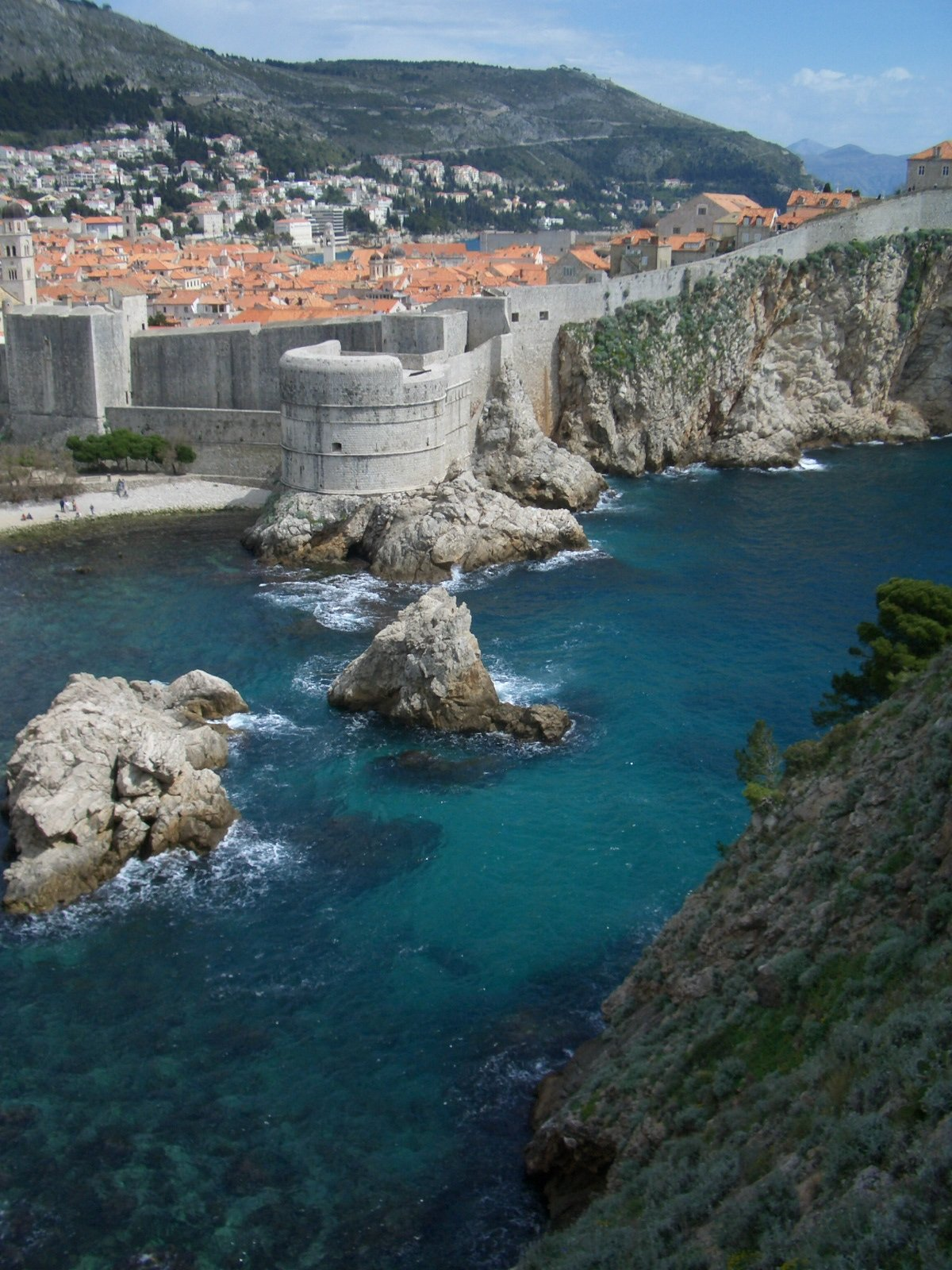
Torre Bokar

## Transportes
Dubrovnik tem um aeroporto internacional próprio (IATA: DBV, ICAO: LDDU), que dista aproximadamente 20 km do centro da cidade, na zona de Cilipi. Há serviços de autocarros locais que ligam o aeroporto com o antigo terminal rodoviário de Gruž.
Toda a cidade e os seus arredores são servidos por autocarros urbanos que circulam desde a madrugada até à meia-noite. Contrariamente a outros centros importantes da Croácia, Dubrovnik não é servida por comboio.
Em 2010 estava previsto o prolongamento até à cidade da autoestrada A1, que atualmente liga Zagreb e Ravča. A autoestrada usará a ponte de Pelješac, atualmente (2010) em construção, apesar da polémica gerada por razões ecológicas e das objeções por parte da Bósnia e Herzegovina. Uma alternativa ao uso da ponte, aparentemente posta de lado, seria a passagem da autoestrada junto à cidade bósnia de Neum.

## Educação
Dubrovnik tem várias de instituições de ensino, entre as quais se destacam as seguintes:
- Universidade of Dubrovnik, estatal, criada em 2003, sucessora do Collegium Ragusinum, criado em meados do século XX, e de outras escolas dependentes da Universidade de Split
- Universidade Internacional de Dubrovnik, privada, criada em 2008
- Centro de Estudos de Pós-graduação da Universidade de Zagreb
- Instituto de História da Academia Croata das Artes e Ciências
- Escola Americana de Tecnologia e Gestão
- Instituto Rochester de Tecnologia da Croácia (Rochester Institute of Technology Croatia) — antigamente chamado Colégio Americano de Gestão e Tecnologia, é um campus do Instituto de Tecnologia de Rochester, uma universidade privada americana. Foi criando em 1997.
- Escola Náutica
- Escola de Turismo

## Cidades gémeas
- Ravena, Itália (desde 1967)[38]
- Vukovar, Croácia (desde 1993)[38]
- Graz, Áustria (desde 1994)[38][39]

- Helsimburgo, Suécia (desde 1996)[38]
- Ragusa, Itália (desde 2000)[38]
- Bad Homburg vor der Höhe, Alemanha (desde 2002)[38]
- Sarajevo, Bósnia e Herzegovina (desde 2007)[38]
- Monterey, Califórnia, Estados Unidos (desde 2007)[38]

## Personalidades ilustres

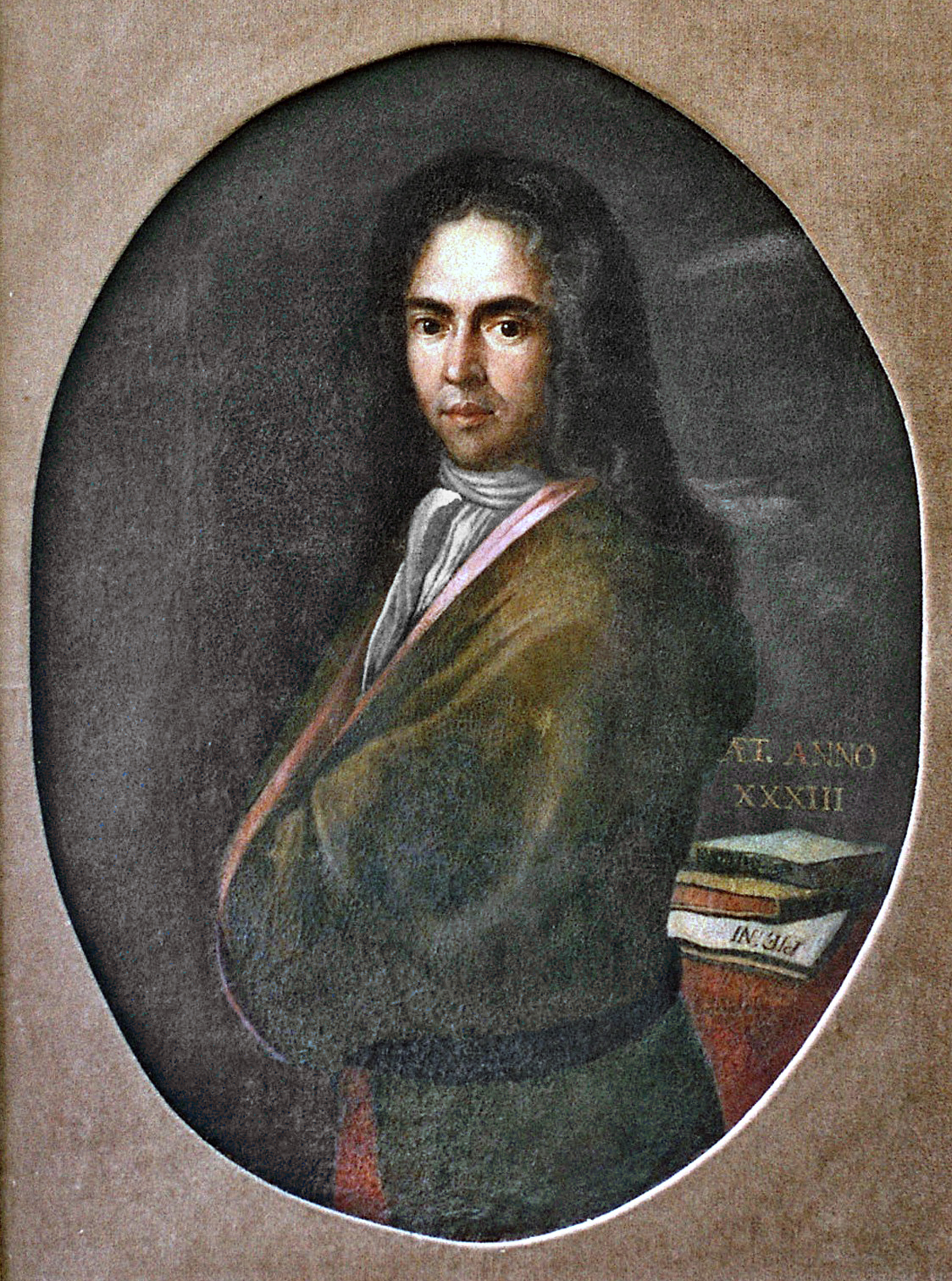
Ivan Gundulic (Gianfrancesco Gondola), alcunhado de Macica, poeta barroco de Ragusa

- Franco Sacchetti (1335 — 1400) — poeta e novelista italiano nascido em Dubrovnik.

- Bonino de Boninis (1454 - 1528) - tipógrafo, editor e comerciante ragusano.

- Mavro Vetranović (1482 — 1576) — monge beneditino e escritor.

- Marin Držić (1508 — 1567) — Marino Dars, Darza ou Darsa, escritor e dramaturgo da Renascença croata.

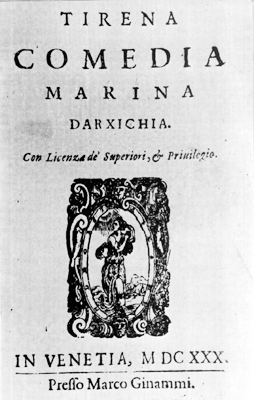
Capa da primeira edição (1630) da obra Tirena, de Marin Držić

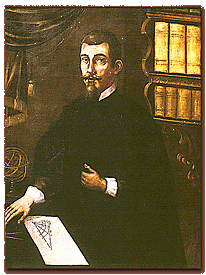
Marin Getaldić

- Cvijeta Zuzorić (1522 — 1648) — também conhecida como Flora Zuzori ou Floria Zuzzeri, poetisa de obras em italiano e croata.

- Dinko Zlatarić (1558 — 1613) — poeta e tradutor, considerado o melhor tradutor da Renascença croata.

- Marino Ghetaldi (Marin Getaldić; 2 de outubro de 1568 — 11 de abril de 1626) —  cientista, matemático e médico.

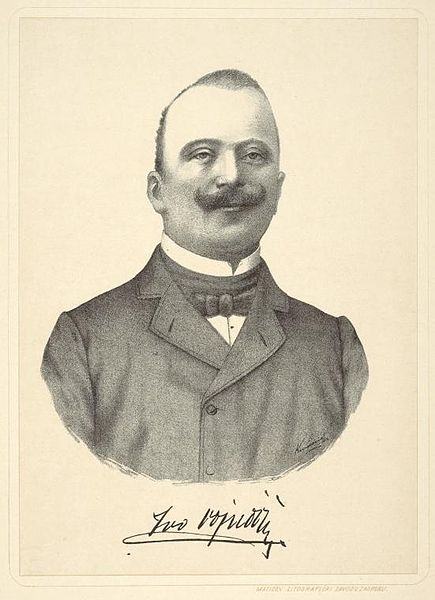
Ivo Vojnović.jpg

- Ivan Gundulić (8 de janeiro de 1588) — 8 de dezembro de 1638) — também conhecido como Gianfrancesco Gondola e Giovanni Francesco Gondola, alcunhado de Macica, poeta barroco e político.

- Junije Palmotić, ou Giunio Palmotta (1606? — 1657?) —  escritor barroco, dramaturgo e político.

- Stjepan Gradić (6 de março de 1613) — 2 de maio de 1683 — também conhecido como Stefano Gradi, filósofo, cientista e diplomata.

- Anselmo Banduri (1671 — Paris, 4 de janeiro de 1743) — frade beneditino, arqueólogo e numismata.

- Ruđer Bošković (18 de maio de 1711 — Milão, 13 de fevereiro de 1787) — também conhecido como Ruggero Giuseppe Boscovich ou Roger Joseph Boscovich jesuíta, físico, astrónomo, matemático, filósofo, diplomata e poeta.

- Francesco Maria Appendini (Poirino, 4 de novembro de 1768 — Dubrovnik,  1837) — padre, filólogo e linguista.

- Vlaho Getaldić (22 de dezembro de 1788 — 27 de outubro de 1872) — também conhecido como Biagio Ghetaldi, escritor, tradutor e político, sobrinho-neto de Marin Getaldić e descendente de Gundulić.

- Antun Pasko Kazali (29 de abril de 1815 — Ancona, 10 de janeiro de 1894) — padre, escritor e tradutor.

- Niko Pucić (9 de fevereiro de 1820 — 13 de março de 1883) — também conhecido como Niko Pucić de Zagorien e Nicolaus Pozza, político e jornalista, irmão de Medo Pucić.

- Medo Pucić (12 de março de 1821 — 30 de junho de 1882) — também conhecido como Orsat Pucić ou Orsato Pozza, escritor e político, irmão de Niko Pucić.

- Federico Seismit-Doda (Dubrovnik, 1825 — Roma, 1893) — político italiano.

- Ivan Stojanović (1829 — 1900) — padre e escritor.

- Miho Klaić (Dubrovnik, 19 de agosto de 1829 — Zadar, 3 de janeiro de 1896) — político, líder do Renascimento Croata.

- Pero Budmani (1835 — 1914) — línguista e filologista.

- Vlaho Bukovac (1855 — 1922) — também conhecido como Biagio Faggioni, pintor, filho de um italiano de Génova.

- Ivo Vojnović (Dubrovnik, 9 de outubro de 1857 — Belgrado, 30 de agosto de 1829) — também conhecido como Ivan Vojnović e Iván de Vojnovich, escritor alcunhado de "último grande escritor de Dubrovnik".

- Antun Fabris (1864 — 1904) — (em sérvio:  Антун Фабрис), jornalista sérvio de Dubrovnik.

- Frano Supilo (30 de novembro de 1870 — 25 de setembro de 1917) — político e jornalista.

- Blagoje Bersa (21 de dezembro de 1873 — 1 de janeiro de 1934) — também conhecido como Benito Bersa, compositor.

- Eduard Miloslavić (Oakland, 1884 — 1952) — professor de medicina (patologia), nascido nos Estados Unidos, mas descendente de imigrantes croatas que se estabeleceram em Dubrovnik em 1889. Foi o fundador da faculdade de medicina de Zagreb, em 1944, durante o regime pró-nazi do Estado Independente da Croácia.

- Branko Bauer (Dubrovnik, 18 de fevereiro de 1921 — Zagreb, 11 de abril de 2002) — realizador de cinema.

- Ottavio Missoni (Dubrovnik, 11 de fevereiro de 1921 — 9 de maio de 2013) — designer de moda italiano.

- Tereza Kesovija (n. Konavle, 3 de agosto de 1938) — cantora.

- Antun Vujić (n. 14 de julho de 1945) — político, filósofo e analista político.

- Božo Vuletić (n. 1 de julho de 1958) — campeão olímpico de polo aquático.

- Goran Sukno (n. 6 de abril de 1959) — campeão olímpico de polo aquático.

- Veselin Đuho (n. 5 de janeiro de 1960) — duplo campeão olímpico e treinador de polo aquático.

- Slaven Tolj (n. 1964) — artista multimédia, cofundador do centro cultural Oficina de Arte do Lazareto (em inglês: Art Workshop Lazareti; em croata: Art radionica Lazareti, ARL).

- Mario Kopić (n. 13 de março de 1965) — filósofo e tradutor.

- Srđan Lakić (n. 2 de outubro de 1983) — futebolista.

- Sanja Jovanović (15 de setembro de 1986) — nadadora olímpica.